# Les Schtroumpfs
« Schtroumpf » redirige ici. Pour les autres significations, voir Schtroumpf (homonymie).
Les Schtroumpfs est une série de bande dessinée jeunesse belge créée par Peyo en 1958 racontant l'histoire d'un peuple imaginaire de petites créatures bleues logeant dans un village champignon au milieu d'une vaste forêt. Peyo publie seize premiers albums entre 1959 et 1992. Depuis sa mort le 24 décembre 1992, son fils Thierry Culliford dirige l'édition des nouveaux albums. D'abord personnages secondaires d'une aventure de Johan et Pirlouit, les Schtroumpfs, affectionnés par les lecteurs et leur auteur, deviennent vite les héros de leur propres histoires dans le journal Spirou puis en albums, successivement parus chez Dupuis, brièvement dans la maison d'édition de Peyo, et aujourd'hui chez Le Lombard.
L'œuvre raconte la vie des Schtroumpfs — petits lutins bleus vêtus d'un bonnet phrygien et de chausses blancs — dans leur village de maisons-champignons au cœur d'une forêt imaginaire en Europe durant un Moyen Âge mythifié, se défendant face au sorcier Gargamel et son chat Azraël ou partant dans de grandes aventures. Parmi les personnages reconnaissables figurent leur chef, le Grand Schtroumpf, une ribambelle d'autres aux surnoms reflétant leurs traits de caractères ou leur métier, comme le Schtroumpf à lunettes, le Schtroumpf maladroit, farceur, grognon, paysan, bêta, paresseux, bricoleur, coquet, costaud, gourmand ou poète et la seule fille, la Schtroumpfette.
Triomphe commercial, Les Schtroumpfs sont au fil des décennies traduits en plus de cinquante langues et dialectes dans 90 pays, totalisant 50 millions d'albums vendus en 2023. Au delà du succès d'édition, les adaptations à la télévision et au cinéma amplifient le phénomène, en particulier les productions réalisées aux États-Unis telles la série de dessins animés des années 1980 et les films mélangeant animation 3D et prise de vues réelles en 2011 et 2013. D'autres transpositions comme des jeux vidéos, un magazine, des parcs d'attractions, des comédies musicales, un spectacle sur glace, des expositions, divers produits dérivés ou des bonbons à leur effigie ont vus le jour. Ce sont ainsi 300 millions de figurines, 40 millions de disques et 8 millions de DVD vendus à la date de 2013. Il s'agit de l'une des franchises médiatiques les plus lucratives au monde, avec quatre milliards de dollars de recettes estimées en 2008.
Mondialement, les Schtroumpfs sont considérés comme des icônes culturelles intergénérationnelles, parmi les plus grands héros de la « pop culture » internationale,,,,,. Comme les contes de fées, Tintin, Babar, Astérix ou encore les Barbapapas avant eux, l'œuvre fait l'objet d'interprétations politiques et d'analyses sociologiques, étudiant par exemple si « la société des schtroumpfs est-elle communiste ? » ou « pourquoi n'y a-t-il qu'une seule Schtroumpfette au village ? ».

## Thématique
L'ensemble des albums raconte la vie des Schtroumpfs dans leur village au cœur d'une forêt imaginaire en Europe durant un Moyen Âge mythifié, se défendant face au sorcier Gargamel et son chat Azraël ou partant dans de grandes aventures. Toute la tribu vit dans des champignons aménagés en maisons, dans un petit village au cœur de la forêt. Les Schtroumpfs sont petits et bleus avec une queue ronde. Ils sont vêtus d'un bonnet phrygien et de chausses blancs, à l'exception de leur chef, le Grand Schtroumpf, vêtu de rouge, et de quelques autres Schtroumpfs, comme le Schtroumpf bricoleur, le Schtroumpf paysan ou le Schtroumpf sauvage.

## Auteurs

### Studio Peyo originel

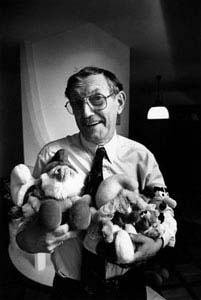
Peyo en 1990.

Le concepteur de la série et de l'univers des Schtroumpfs est l'auteur belge francophone Peyo, de son vrai nom Pierre Culliford. Né en 1928, il a conçu Les Schtroumpfs en 1958. Il est surtout connu pour cette série. Il a été le scénariste et le dessinateur de plusieurs des 16 premiers albums des Schtroumpfs.
Pour l'aider dans leur réalisation, il fonde en 1964 un studio dans sa propre résidence. Walthéry, âgé d'à peine 17 ans, est le premier assistant du maître et participe aux dessins du troisième album. Face à son talent, celui-ci se verra confier la direction d'autres séries créées par Peyo : Jacky et Célestin, puis Benoît Brisefer. Ce sont Derib, puis Gos qui seront les nouveaux co-dessinateurs des albums suivants. Gos participe au scénario et au dessin du tome 5 en 1969, ainsi qu'au scénario du tome 6. Marc Wasterlain fait également partie du studio Peyo, contribuant notamment au dessin du douzième album. Ces différents assistants iront par la suite lancer leurs propres séries à succès.
Le responsable co-auteur des scénarios durant cette période fondatrice est Yvan Delporte, rédacteur en chef du journal Spirou de 1956 à 1968, qui participe à 8 des 10 premiers albums, publiés entre 1965 et 1983.
À la suite du départ des éditions Dupuis à la fin des années 1980, Peyo lance un journal Les Schtroumpfs. L'occasion de composer un nouveau studio : aux côtés de Daniel Desorgher, qui s'occupait des produits dérivés, sont recrutés plusieurs dessinateurs : Jean-Luc Van de Walle, José Grandmont, Philippe Delzenne, Alain Maury ou encore Bernard Swysen. Ce dernier aide Peyo à dessiner le tome 14, sorti en janvier 1990.

### Studio après Peyo

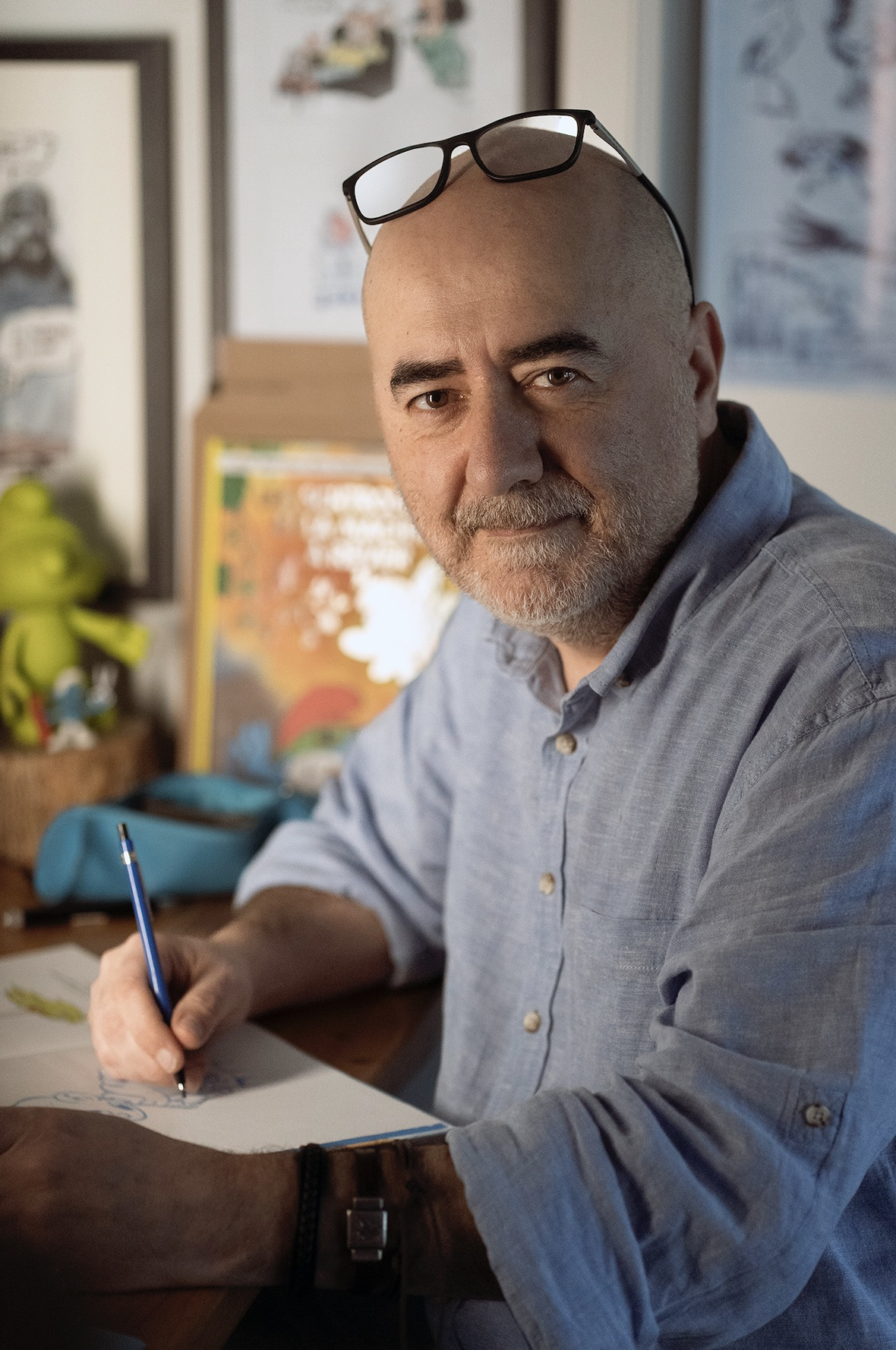
L'un des dessinateurs actuels des BD Schtroumpfs, Miguel Diaz Vizoso, dans son studio en Belgique en 2023.

À la mort de Peyo en décembre 1992, c'est Thierry Culliford, son fils, qui devient le nouveau scénariste en chef de la série, à partir du tome 16. Il est depuis co-scénariste et coordinateur de l'exécution graphique de la série. Thierry Culliford choisit alors l’édition du Lombard, plutôt que Cartoon création ou Dupuis.
Du 17e album au 24e album, Thierry Culliford est accompagné de Luc Parthoens pour le scénario, puis, à partir du 26e album, Alain Jost va aider Thierry Culliford pour le scénario pour les albums qui suivent.
Les premiers repreneurs officiels du dessin sont désormais Alain Maury et Luc Parthoens, qui réalisent les tomes 16 à 20. Puis du tome 21 à 24, c'est Ludo Borecki qui officie principalement au dessin. (Les tomes 24 et 25 sont aussi co-dessinés par Jeroen De Coninck.)
Borecki a d'abord collaboré au magazine Schtroumpf !, et a participé aux albums Schtroumpferies 2 à 5, publiés de 1996 à 2002, puis a dessiné les décors du tome 17 de Johan & Pirlouit (2001).
À partir du tome 26, Pascal Garray et Jeroen De Coninck vont se succéder au dessin, en alternance, jusqu'en janvier 2017, date de disparition de Pascal Garray, De Coninck reprend ainsi la réalisation du tome 36, aidé par Miguel Díaz Vizoso, collaborateur fréquent de la série, que ce soit au scénario (tome 25) ou au dessin (tome 33). Philippe Delzenne a quant à lui co-écrit le tome 21. José Grandmont collabore aussi au studio, de 2002 à 2009.
Nine Culliford, de son vrai nom Janine Culliford, a été la coloriste des albums des Schtroumpfs avec son mari jusqu'en 1992. Elle serait à l'origine de la couleur des petits hommes en bleu. Elle continue la colorisation des Schtroumpfs jusqu'à sa mort en juillet 2016.
S'il quitte officiellement le studio Peyo en 2011, Alain Maury reste consultant graphique. Ainsi, il est le dessinateur des nouveaux tomes de Johan et Pirlouit, publiés à la fin des années 1990, et participe aussi à la réalisation de la nouvelle série dérivée Les Schtroumpfs et le Village des filles.
Depuis juillet 2016, Alain Perwez dit Peral rejoint le studio Peyo en tant que dessinateur. Il succède à Pascal Garray, auprès de Jeroen De Coninck. Il devient même principal dessinateur des Schtroumpfs avec Miguel Diaz Vizoso, quand Jeroen De Coninck décide de prendre sa retraite en 2017.

## Création de la série

### Genèse des Schtroumpfs
Au début de l'année 1958, Peyo réfléchit au scénario de la nouvelle histoire de Johan et Pirlouit. Son idée est d'utiliser les mauvais talents musicaux de Pirlouit, un peu comme dans le conte Le Joueur de flûte de Hamelin. Il a pour idée de départ de mettre dans les mains de Pirlouit une flûte enchantée. L'histoire, qui commence sa publication en mai 1958 seulement trois semaines après la fin du récit précédent, a pour titre La Flûte à six trous. Comme prévu, l'ouverture de l'histoire multiplie les gags de Pirlouit et sa flûte magique qui fait danser tous ceux qui l'entendent. Ce début d'histoire est permis, car Peyo, avec l'accord de Dupuis, est désormais passé au format soixante planches et non plus quarante-quatre comme auparavant. Dans la suite de son histoire, il a l'idée d'intégrer les créateurs de cette fameuse flûte et de réutiliser les petits lutins roses coiffés d'un bonnet à fleur dont il s'était servi pour une ébauche de court-métrage d'animation pendant son passage chez CBA. Pour les nommer, il a l'idée de ressortir le mot qui l'avait bien amusé avec André Franquin quelques mois auparavant. C'est Nine Culliford, sa femme, qui a l'idée d'utiliser du bleu pour colorier ses petites créatures.

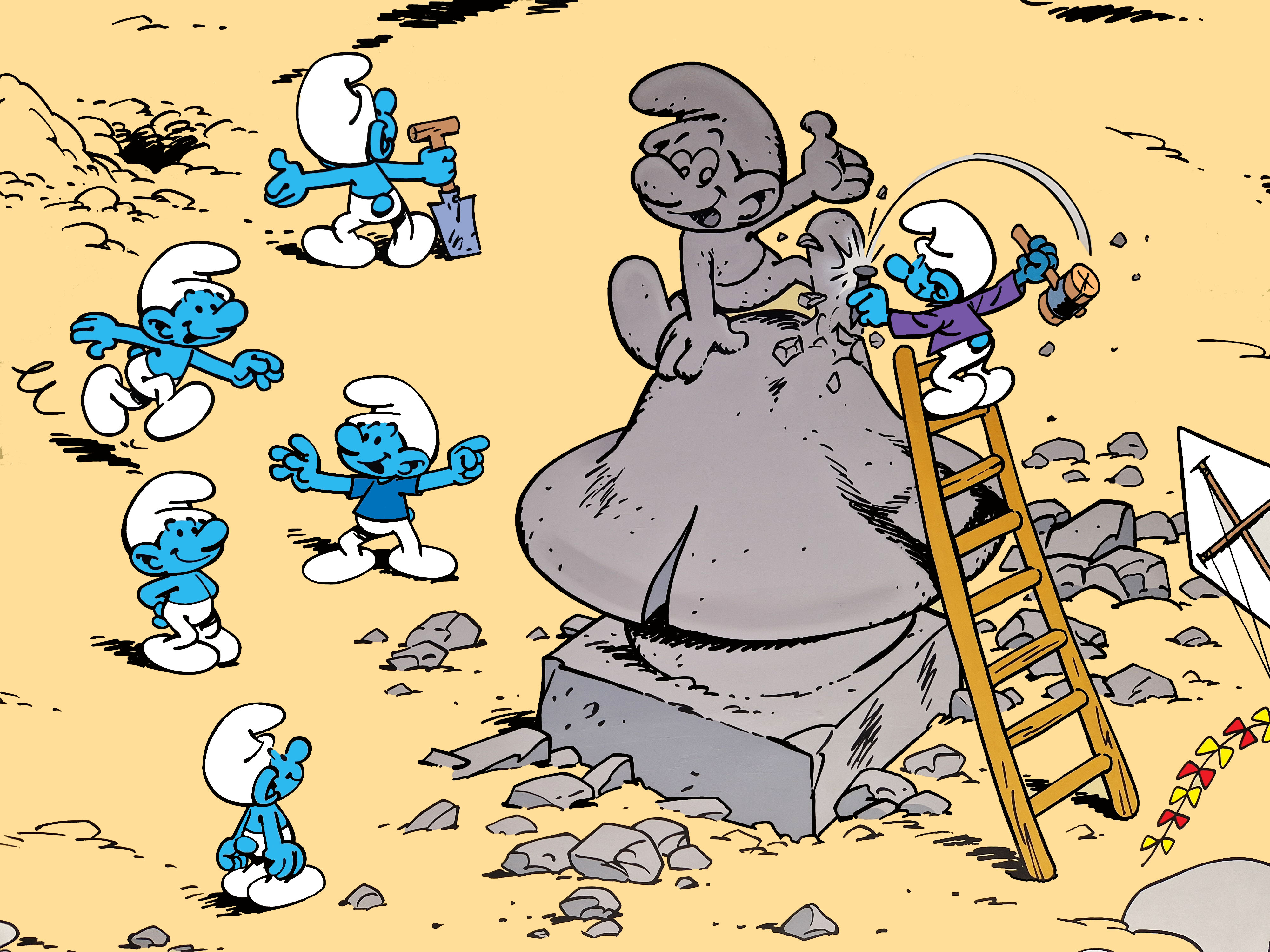
Version bande dessinée des Schtroumpfs, fresque à Bruxelles

La découverte de ces nouveaux personnages par les lecteurs se fait progressivement. Tout d'abord des yeux qui observent les héros, puis le langage Schtroumpf est dévoilé, ensuite une main bleue et enfin les personnages apparaissent aux lecteurs. Les Schtroumpfs ne font pas tout de suite l'unanimité chez l'éditeur, toujours inquiet que la censure française puisse frapper le journal : le langage schtroumpf est notamment pointé du doigt. Peyo doit le rassurer en affirmant que cette création est éphémère et va être utilisée durant quelques planches seulement, le temps pour les personnages de construire une nouvelle flûte enchantée.
La nouvelle histoire de Johan et Pirlouit, commence sa publication en avril 1959 et a pour titre La Guerre des sept fontaines. Elle aborde le thème de la vie après la mort. L'utilisation de la magie dans la première partie du récit va contraindre Peyo à réutiliser des personnages tirés d'autres épisodes. Comme l'enchanteur Homnibus a déjà été utilisé, il va rechercher la sorcière Rachel et le Grand Schtroumpf, rompant sa promesse de ne plus utiliser les Schtroumpfs.

### Origine du nom
Lors d'un repas en 1957, Peyo aurait demandé à Franquin de lui passer une salière et, butant sur le mot, l'aurait donc appelée un schtroumpf (« Passe-moi… le schtroumpf ! ») : la conversation se serait poursuivie en schtroumpf,.
Il est fait référence à ce repas à trois reprises dans les albums des Schtroumpfs. D'abord, dans Le Schtroumpf financier, à la case 3 de la page 22 : on voit deux Schtroumpfs en train de manger, puis un demande a l'autre de lui passer le… la…, puis ils sont coupés par l'apparition d'un autre Schtroumpf. Puis, dans Les Schtroumpfs et le Livre qui dit tout, à la page 8, où l'on voit deux Schtroumpfs cherchant dans le livre l'origine du mot Schtroumpf. Enfin dans Les Schtroumpfs et l'Arbre d'or, page 12 cases 3 et 4.
Schtroumpf se prononce pratiquement comme le mot allemand Strumpf qui signifie « chaussette » (les Schtroumpfs s'appelant Schlümpfe (sing. Schlumpf) en allemand). Le nom de la danse Smurf vient directement des Schtroumpfs (Smurfs en anglais).

### Premières apparitions
La première apparition des Schtroumpfs se produit dans l'épisode des aventures de Johan et Pirlouit La flûte à six trous, prépublié dans Le Journal de Spirou le 23 octobre 1958 et dont le nom en album devint La Flûte à six schtroumpfs. On y rencontre une peuplade de lutins bleus à bonnets blancs vivant dans un village de champignons et parlant le langage Schtroumpf. Johan et Pirlouit viendront encore rendre visite aux Schtroumpfs dans l'épisode intitulé Le Pays maudit. Les Schtroumpfs viendront également leur prêter main-forte dans les albums La Guerre des sept fontaines, Le Sortilège de Maltrochu, La Horde du corbeau et La Nuit des sorciers.
À partir de 1959, les Schtroumpfs vivent leurs propres aventures dans Spirou, d'abord sous la forme de sept mini-récits (Les Schtroumpfs noirs (1959), Le Voleur de Schtroumpfs (1959), L'Œuf et les Schtroumpfs (1960), Le Faux Schtroumpf (1961), La Faim des Schtroumpfs (1961), Le Centième Schtroumpf (1962), et Le Schtroumpf volant (1963), albums de quarante-huit pages chacun, à monter soi-même), qui seront réédités sous mini-couvertures cartonnées à partir de 2004 (trois coffrets de deux mini-albums par les éditions Niffle) ; Spirou récidivera avec le mini-récit Le Bébé Schtroumpf, tiré d'images du dessin animé en 1984. Jusque-là, on ne voyait que le Grand Schtroumpf et les petits Schtroumpfs, apparemment tous identiques. Les différences physiques et de caractère (Schtroumpf à lunettes, farceur, costaud, etc.) n'apparaissent — progressivement — qu'au moment où les Schtroumpfs commencent à avoir leurs propres histoires.

## L'univers des Schtroumpfs

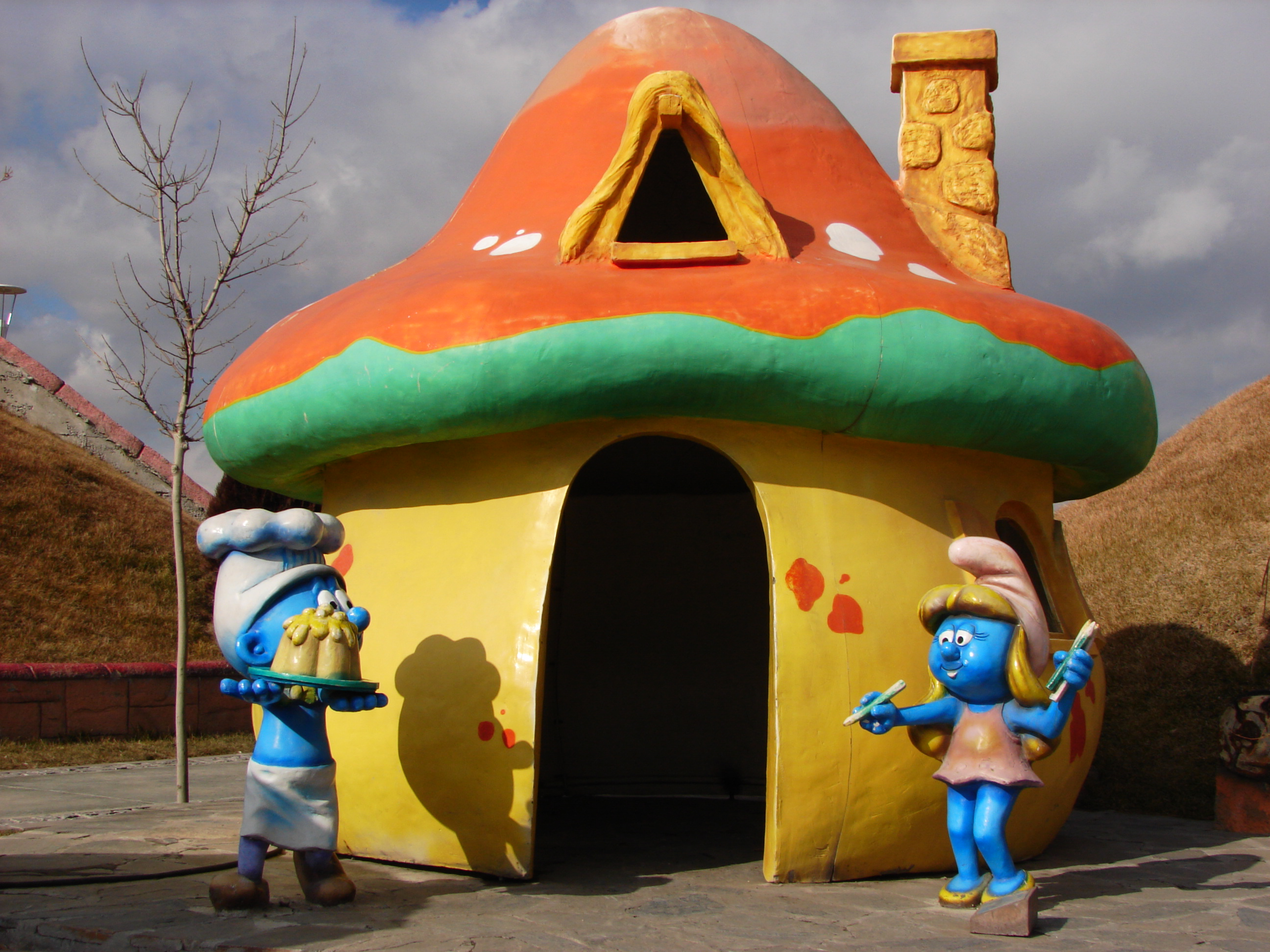
Maison Schtroumpf dans le parc d'attraction d'Ankara.

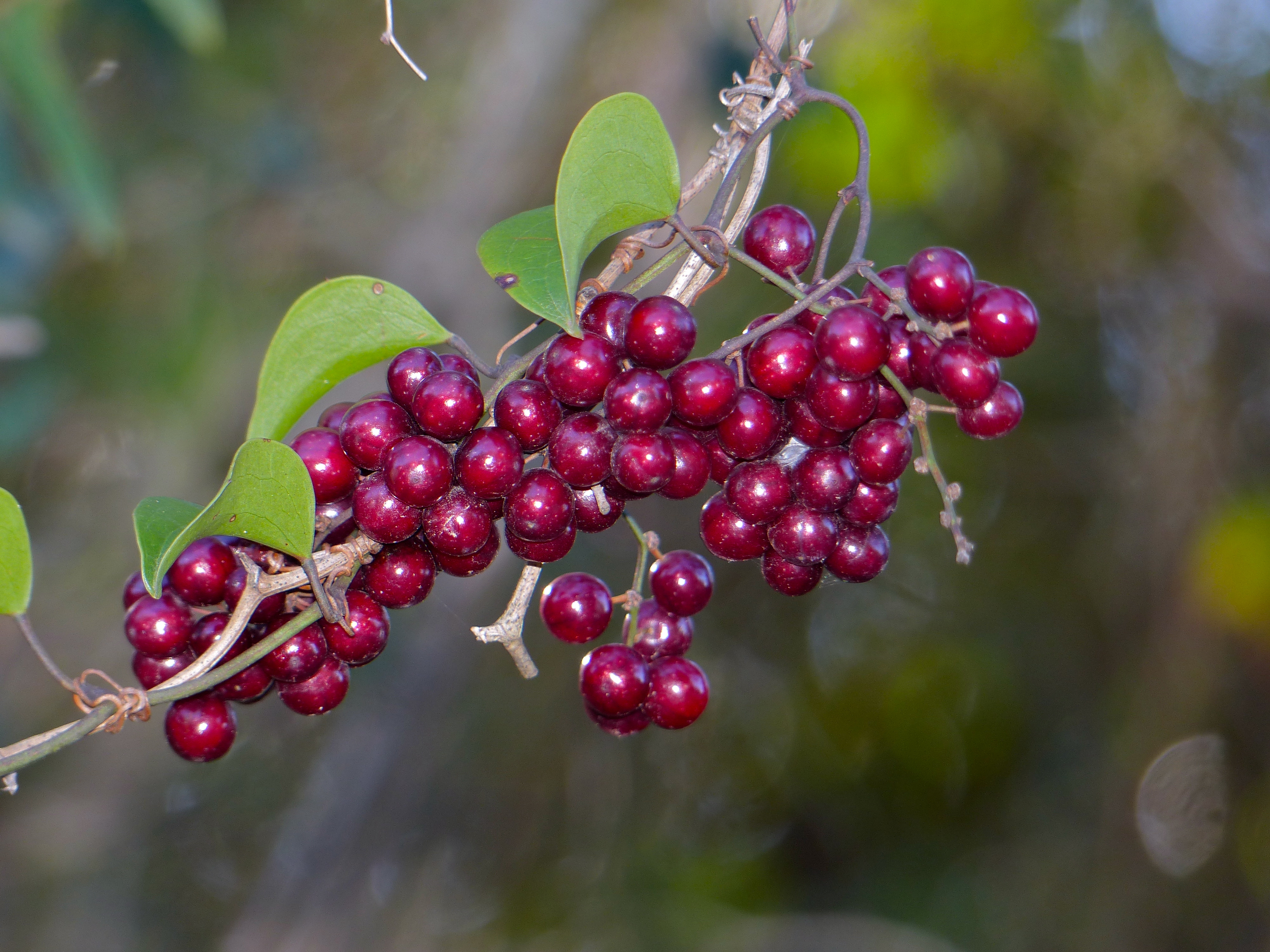
Salsepareille (Smilax aspera), leur aliment préféré.

Les histoires des Schtroumpfs se situent théoriquement en Europe au Moyen Âge (avec quelques étrangetés : les Schtroumpfs connaissent les tomates et les pommes de terre), mais on a parfois des clins d'œil au monde moderne. Cela donne lieu à des anachronismes : ainsi, dans l'histoire le petit train des schtroumpfs, Gargamel identifie non seulement immédiatement une voie ferrée quand il en voit une, mais connaît aussi le vocabulaire associé au ferroviaire.
Les Schtroumpfs sont âgés d'une centaine d'années, hormis le Grand Schtroumpf qui a 542 ans, ainsi que le Bébé Schtroumpf dont l'âge n'est pas donné.
Il y a aujourd'hui cent cinq Schtroumpfs (cent plus le Grand Schtroumpf, la Schtroumpfette, Sassette, le bébé Schtroumpf et le Schtroumpf Sauvage) dont les principaux sont : le Grand Schtroumpf (chef et doyen), la Schtroumpfette, le Schtroumpf à lunettes, le Schtroumpf bricoleur, le Schtroumpf paresseux, le Schtroumpf gourmand, le Schtroumpf grognon, le Schtroumpf farceur, le Schtroumpf costaud, le Schtroumpf pâtissier, le Schtroumpf paysan, le Schtroumpf coquet…
Ils ont parfois recours à Homnibus, un vieil enchanteur sympathique qui les aide lors de problèmes d'importance majeure comme la santé du Grand Schtroumpf. Il fait partie des seuls humains que les Schtroumpfs ne craignent pas, avec Johan, Pirlouit et le Roi de ces derniers, contrairement à Grossbouf.
Le sorcier Gargamel et son chat Azraël sont les pires ennemis des Schtroumpfs. Ils ne leur en veulent pas pour les mêmes raisons : Gargamel en a besoin pour fabriquer la Pierre Philosophale — ses innombrables échecs développent une volonté de revanche et de vengeance — tandis qu'Azraël, lui, veut tout simplement les manger. D'autres dangers guettent les Schtroumpfs comme la mouche Bzz ou les Schtroumpfs noirs mais, dans ce dernier cas, la menace est éliminée définitivement à la fin de l'histoire, alors que Gargamel et Azraël reviennent toujours.
L'aliment préféré des Schtroumpfs est la salsepareille et ils vivent dans des maisons individuelles ayant l'apparence de gros champignons. Les Schtroumpfs se déguisent souvent lors de bals masqués dans le village ou dans l'album Le Cosmoschtroumpf (en Schlips, orange avec des cheveux apparents — sans bonnet) pour faire croire à l'un des leurs qu'il a atterri sur une autre planète, ou encore lorsqu'ils donnent des représentations théâtrales du Chaperon Schtroumpf…
Il n'y a pas de loi chez les Schtroumpfs, juste des valeurs morales et du respect. À de nombreuses reprises (Le Schtroumpfissime, Le Schtroumpf financier, On ne schtroumpfe pas le progrès, Le Schtroumpf reporter, Les Schtroumpfs joueurs, Les Schtroumpfs de l'ordre) les Schtroumpfs tentent d'adopter un système correspondant plus à celui des humains, pour retomber sur leurs pieds avec la conclusion que leur monde est bien mieux sans eux. Les Schtroumpfs, dans leur monde médiéval, travaillent beaucoup autour des expériences chimiques, des événements inexpliqués… Les Schtroumpfs sont aussi très en contact avec la nature, et en proie à ses caprices (La Faim des Schtroumpfs) ainsi qu'à ses délices : les récoltes automnales, l'amitié et la communication qui existe entre eux et les animaux. Le plus connu des animaux schtroumpfs est Puppy, à l'origine le chien d'Homnibus, qui finit par être adopté par le Bébé Schtroumpf.

### Personnages
Peyo a dénombré et caractérisé une centaine de ses petites créatures bleues et en a ajouté quelques-unes au fil des histoires.

### Morphologie

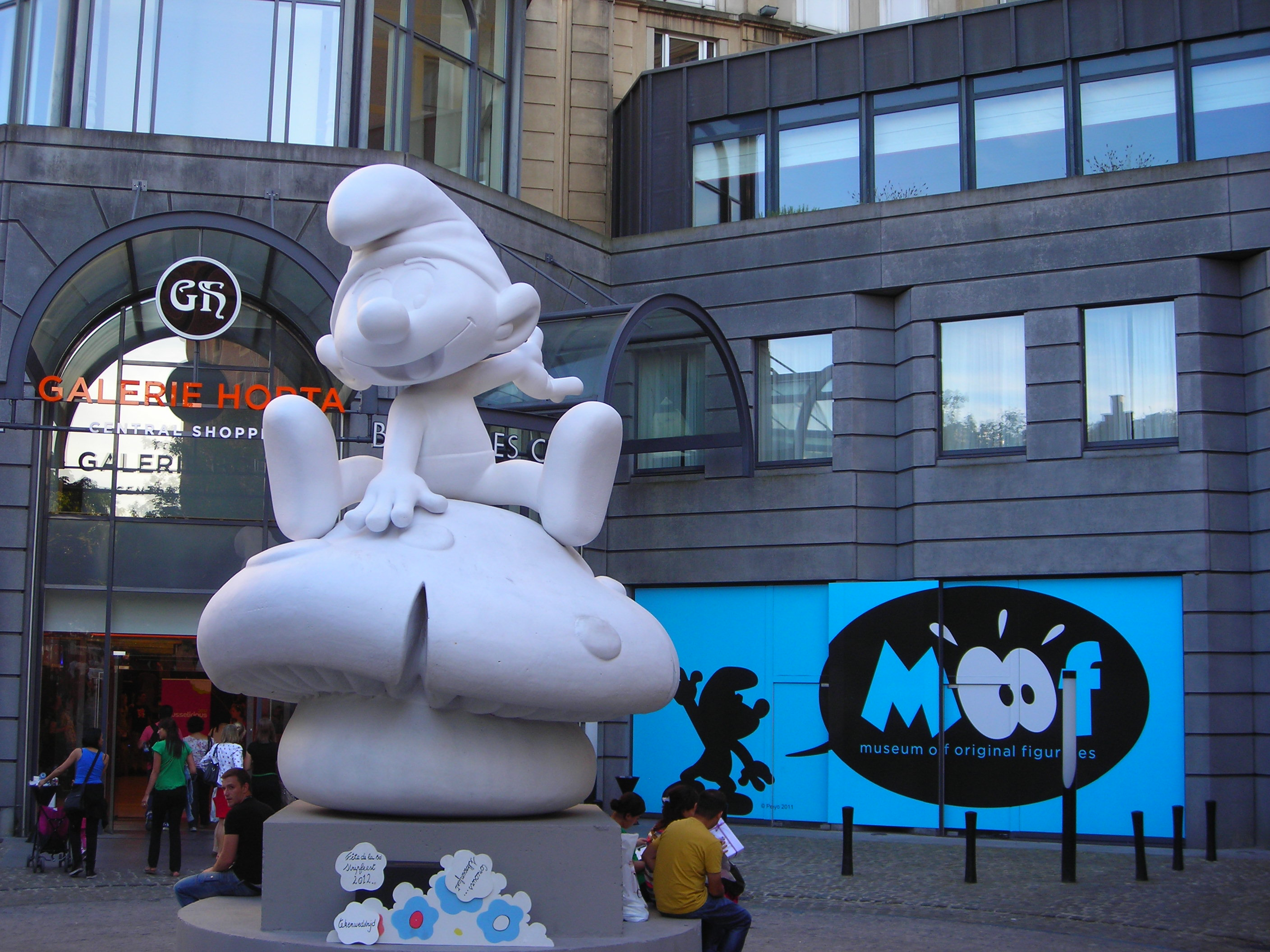
Statue de Schtroumpf sur un champignon, située à Bruxelles. Dessinée par Miguel Diaz Vizoso.

Un schtroumpf, la schtroumpfette et le grand schtroumpf à Dream Island.

Les Schtroumpfs sont en quelque sorte des lutins, ou des nutons,, à ceci près qu'ils sont beaucoup plus petits que dans la plupart des légendes. Ils sont décrits « hauts comme trois pommes » par le grimoire de Gargamel. Comparé à ce dernier, qui possède une taille humaine moyenne, les Schtroumpfs apparaissent vraiment minuscules, guère plus gros que des souris, ce qui ne manque jamais de susciter l'appétit d'Azraël. Par rapport à la nature environnante, leur taille est assez variable, changeant selon la fantaisie de Peyo. D'après l'album Schtroumpferies 5, la porte d'une maison schtroumpf fait dix-sept centimètres sur dix centimètres, ce qui laisse penser qu'ils ne mesurent guère plus d'une quinzaine de centimètres. Une taille a été donnée par la présentation[réf. incomplète] qui les a décrits comme « de petits lutins bleus de cinq centimètres ». En 1991 dans l'album Les Évadés, les Petits Hommes rencontrent les Schtroumpfs, et on constate alors qu'ils ont à peu près la même taille, sachant que les Petits Hommes sont exactement à l'échelle 1/10 par rapport aux humains. Cette rencontre pose par ailleurs quelques problèmes de chronologie (les séries ne se situent pas au même siècle).
Ils sont bleus, et quasiment de forme humanoïde. Les seules différences notables sont une minuscule queue à l'arrière-train, et le fait qu'ils n'ont que trois doigts opposables au pouce, et quatre orteils. Et surtout, ils portent tous un bonnet phrygien de forme très caractéristique ainsi qu'un pantalon. Il est de couleur blanche pour tous les personnages, excepté le Grand Schtroumpf, qui en arbore un exemplaire de couleur rouge.
L'épisode du Bébé Schtroumpf montre comment naissent les Schtroumpfs : ils sont amenés par une cigogne (clin d'œil à une fable qu'on racontait aux enfants posant la question « d'où viennent les bébés ? » quand on souhaitait leur dissimuler la vérité sur la sexualité), un soir de pleine lune bleue. Les Schtroumpfettes (Schtroumpfette comme Sassette) sont créées par une méthode de sorcellerie, connue de Gargamel. Les P'tits Schtroumpfs ne sont pas apparus comme juvéniles à l'origine, ils sont en fait des Schtroumpfs adultes rajeunis. À noter que d'une certaine manière, les Schtroumpfs étaient des créatures asexuées avant l'épisode La Schtroumpfette.

### Langue Schtroumpf
Le sémiologue italien Umberto Eco a consacré plusieurs pages au langage Schtroumpf pour illustrer les facultés de l'esprit humain en interprétation des données dans un article dont la version française (supervisée par l'auteur) donne pour exemple à reconnaissance « immédiate » : Je suis le schtroumpf, le schtroumpf, l'inschtroumpfé.
Des albums comme Le Schtroumpfissime, Schtroumpf vert et vert Schtroumpf, montraient par ailleurs l'intérêt de Peyo et d'Yvan Delporte pour les questions de signifiants et de signifiés.
La langue Schtroumpf se déduit par une transformation simple depuis la langue du lecteur : il suffit de remplacer les substantifs par le mot « schtroumpf » ; les verbes sont remplacés par le verbe « schtroumpfer », les adverbes par « schtroumpfement ». Généralement les adjectifs restent conformes à la langue d'édition de l'album.
Toutefois, les mots trop longs sont rarement remplacés par « schtroumpf ». Le Petit Chaperon rouge devient (dans une moitié du village, du moins) « le Petit Schtroumpferon rouge », non « le Petit Schtroumpf rouge ».
En général, la règle implicite est de remplacer juste assez de mots pour donner un caractère comique à la phrase, tout en la laissant compréhensible pour le lecteur. Le scénariste peut aussi écrire des phrases volontairement incompréhensibles pour enrichir l'intrigue ou simplement pour l'effet comique, d'autant qu'en français le mot « schtroumpf » se prononce difficilement (c'est un peu moins vrai en anglais, où il devient « smurf », et encore moins en espagnol, où il devient « pitufo »). Ainsi, Johan et Pirlouit, dans l'album Le Pays maudit, étaient prévenus que l'ennemi disposait d'« Un schtroumpf qui schtroumpfe du schtroumpf », le schtroumpf rescapé de l'attaque étant tout à fait incapable de l'exprimer plus clairement ; ce n'est qu'après l'avoir rencontré qu'ils comprirent qu'il s'agissait d’un dragon qui crache du feu.
Toutefois, dans certains gags de Schtroumpfs, le mot « Schtroumpf » est justement utilisé pour remplacer un nom qui ne devient connu qu'à la fin du gag, contribuant donc à rendre la fin amusante.
Dans l'album Le Schtroumpfissime, le tyran répond « Schtroumpf ! » quand il est sommé de se rendre. Au premier degré, cela rend tout à fait impossible de deviner ce qu'il dit. Tout lecteur un peu au courant repère un clin d'œil au fameux « mot » de Pierre Cambronne, d'autant qu'une note placée après indique « historique ». Dans le même ordre d'idées, le récit L'Œuf et les Schtroumpfs nous offre cet échange : « Un œuf ! D'où sort-il ? — Du schtroumpf d'une poule ». Dans les deux cas nous avons l'exemple d'un mot qu'il serait malséant d'imprimer dans une revue de bonne tenue destinée aux enfants.
Dans la version en dessin animé de La Flûte à six schtroumpfs, le Grand Schtroumpf est capable de traduire en langage humain une phrase dans laquelle tous les mots-clés sont remplacés par « schtroumpf ». Plus généralement lors des premières rencontres dans Johan et Pirlouit, les Schtroumpfs remplaçaient presque tous les mots, tout en se comprenant entre eux. Au contraire, les illustrations du manuel de grammaire Schtroumpf à la fin de l'album Les Schtroumpfeurs de flûte indiquent qu'eux-mêmes se créent des quiproquos s'ils disent « un schtroumpf de schtroumpf ». Bref, les règles du langage Schtroumpf sont complètement libres suivant l'effet que souhaite produire l'auteur.
Un faux débat a divisé les linguistes dans les années 1970 pour déterminer s'il fallait dire un schtroumpfe-bouchon ou un tire-bouschtroumpf. Ce problème divisant les Schtroumpfs est au cœur de l'intrigue de l'album Schtroumpf vert et vert Schtroumpf (qui est aussi une satire sur les débats entre francophones et néerlandophones de Belgique). Il est résolu par le Grand Schtroumpf qui leur demande finalement de ne plus employer de mots composés. Les deux versions sont donc erronées : on doit tout simplement dire un schtroumpf, ou à défaut un schtroumpfe-schtroumpf. Le Schtroumpf à lunettes propose quant à lui « l'objet qui débouche les bouteilles ».
On peut noter l'utilisation de la langue Schtroumpf dans la dernière partie du film Mes nuits sont plus belles que vos jours, film français réalisé par Andrzej Żuławski, sorti en 1989. Ce film fait la part belle aux dialogues surréalistes et aux calembours, mais ceux-ci remplacent les classiques mots d'amour…

### Position du village
Ce peuple vit dans un village au milieu d'une forêt, dans une contrée appelée « le Pays maudit » géographiquement difficile à situer, certainement quelque part en Europe. Les auteurs étant belges, d'aucuns avancent que le village Schtroumpf est situé quelque part en Ardenne belge — l'auteur Pierre Dubois appuie ce postulat — éventuellement dans la province de Luxembourg, boisée et peu peuplée. Le village pourrait aussi se situer en Ardèche. En effet, dans l'album no 23, Les Schtroumpfs joueurs, il est indiqué dès la première page que l'action se situe à « Aubenas », nom que porte une commune de l'Ardèche. Lors de sa première apparition, dans les albums La Flûte à six schtroumpfs et Le Pays maudit de Johan et Pirlouit, le village se trouve dans un environnement sinistre au milieu d'arbres noirs et nus (ce qui est peut-être tout simplement la faute du dragon présent dans l'album). Il est bien plus accueillant dès le premier album des Schtroumpfs, pour devenir au fur et à mesure un petit paradis romantique à l'orée d'une forêt. Le plan du Pays maudit se trouve dans le premier album des Schtroumpfs, à savoir Les Schtroumpfs noirs, où le village figure par exemple assez loin de la forêt ; ce plan fut très vite modifié pour changer au gré des aventures (comme le plan du village d'Astérix).
Les Schtroumpfs ont également construit un barrage sur une rivière afin de ne pas être inondés. La rivière et son barrage ont plusieurs fois été un élément très présent de l'intrigue.
De plus, sur le plan est indiqué que « bien rares sont les humains qui ont pu y arriver », alors que dans les albums suivants il est dit qu'on ne peut pas accéder au village schtroumpf sans qu'un Schtroumpf indique le chemin. Néanmoins, dans :
- La Soupe aux Schtroumpfs, Gargamel trouve le village par hasard après de longues et vaines recherches alors qu'il rentrait chez lui. Grossbouf l'y a précédé plus tôt dans l'histoire, ce que le Grand Schtroumpf avait commenté par cette phrase : « Ben, heu… Je suppose que c'est l'exception qui schtroumpfe la règle… »
- Le Schtroumpf sauvage, Gargamel trouve le village grâce à la récente destruction de la forêt par un incendie. Voyant les maisons ravagées par les flammes, il pense que les Schtroumpfs ont quitté la forêt pour vivre dans un autre endroit, et part avant que ces derniers ne reviennent de leur journée d'approvisionnement. Plus tard, alors que Gargamel s'est trouvé nez à nez avec des Schtroumpfs dans la forêt, il retourne au village déserté plusieurs fois. À la fin de l'histoire, la végétation ayant poussé pendant des mois, Gargamel n'est plus en mesure de retrouver le village, ce qui semble confirmer le rôle protecteur de la forêt.
- Schtroumpf les Bains, Gargamel trouve enfin le village alors que les Schtroumpfs sont tous en vacances dans les montagnes.
- Les Schtroumpfs et l'Arbre d'or, d'abord, le Grand Schtroumpf explique comment un voyageur égaré trouva le village des Schtroumpfs, et puis Gargamel trouve le village grâce au reflet de l'arbre d'or.

D'autres humains sont venus au village en ayant été guidés, comme dans :
- La Flûte à six schtroumpfs, Johan et Pirlouit sont envoyés au village par l'enchanteur Homnibus.
- Docteur Schtroumpf, Maître Ludovic et Gargamel viennent au village guidés par les Schtroumpfs costaud et à lunettes.

### Éléments récurrents

Montre Schtroumpf.

- les cadeaux explosifs du Schtroumpf farceur ;
- les tirades ou interventions moralisatrices du Schtroumpf à lunettes, qui se terminent par un coup de marteau ou un coup de poing, le plus souvent, du Schtroumpf costaud ;
- « Moi, j'aime pas… » : phrase fétiche du Schtroumpf grognon ;
- L'obstination du Grand Schtroumpf à choisir le Schtroumpf bêta pour lui ramener un objet particulier ; lorsque, immanquablement, le Schtroumpf bêta rapporte autre chose que ce qui lui a été demandé, le Grand Schtroumpf, énervé, lui explique : « Non, ça c'est un… » (nom de l'objet réel), ce à quoi, à peine étonné, le Schtroumpf bêta répond tout aussi immanquablement : « Ah ? » ;
- Le Grand Schtroumpf dans son laboratoire, consultant son grimoire pour trouver une potion, ou parfois une formule magique, pour arranger la situation ;
- Gargamel errant dans la forêt, à la recherche du village des Schtroumpfs, puis se retrouvant immanquablement chez lui, et fondant en larmes devant son échec ;
- La réplique de Gargamel : « Je me vengerai, et ma vengeance sera terrible ! »
- Lorsque les Schtroumpfs partent en expédition, un premier demande toujours « C'est encore loin, Grand Schtroumpf ? », ce à quoi il s'entend répondre : « Non, plus très loin, maintenant. » Le même scénario se répète quelques cases plus tard (avec un nouveau paysage en arrière-plan). À la troisième fois, le Grand Schtroumpf, excédé, répond : « OUI ! »

## Réception critique
Une certaine méfiance a pu se faire jour à l'égard des Schtroumpfs aux États-Unis dès leur création, où ils ont pu être perçus comme une œuvre de propagande communiste. De plus, le premier album de la série, Les Schtroumpfs noirs, y a été perçu comme un album raciste — raison pour laquelle l'adaptation américaine de cet album n'est pas le Schtroumpf noir mais le Schtroumpf violet. Par-delà ces premières réactions américaines, les Schtroumpfs ont fait l'objet d'un grand nombre de théories et d'analyses. Le village des Schtroumpfs a pu être interprété comme la métaphore d'une salle de classe, le Grand Schtroumpf comme celle de Marx ou de Staline, leur bonnet comme une référence au bonnet phrygien révolutionnaire, le personnage de Gargamel comme une caricature antisémite, le personnage du Schtroumpfissime comme une apologie de la monarchie, l'album Les Schtroumpfs noirs comme le premier album de zombies etc. En 2011, l'essayiste Antoine Buéno consacre aux Schtroumpfs une monographie globale, Le Petit livre bleu, analyse critique de la société des schtroumpfs, qui recense et articule toutes ces interprétations et suscite une polémique sur les messages politiques véhiculés par la série.

## Prix et récompenses
- 1984 : Alfred Enfant au festival d'Angoulême pour Les Schtroumpfs olympiques

## Albums
En marge de la série classique, Le Lombard édite des séries parallèles : Schtroumpferies, 120 blagues de Schtroumpfs, 3 Histoires de Schtroumpfs, L'Univers des Schtroumpfs et Les Schtroumpfs et le Village des filles.

### Série classique
Édités d'abord chez Dupuis (treize premiers tomes), puis chez Cartoon Creation (maison d'édition créée par Peyo, qui cédera les droits de ses bandes dessinées au Lombard en 1992), la suite de la série est éditée chez Le Lombard (tomes seize à trente). Toutefois, les éditions Dupuis et Le Lombard appartiennent toutes deux au Groupe Dargaud. Les Schtroumpfs sont par ailleurs passés de père en fils : à la mort de Peyo en décembre 1992, c’est son fils, Thierry Culliford, qui participe au scénario des nouveaux albums (après le seizième tome).

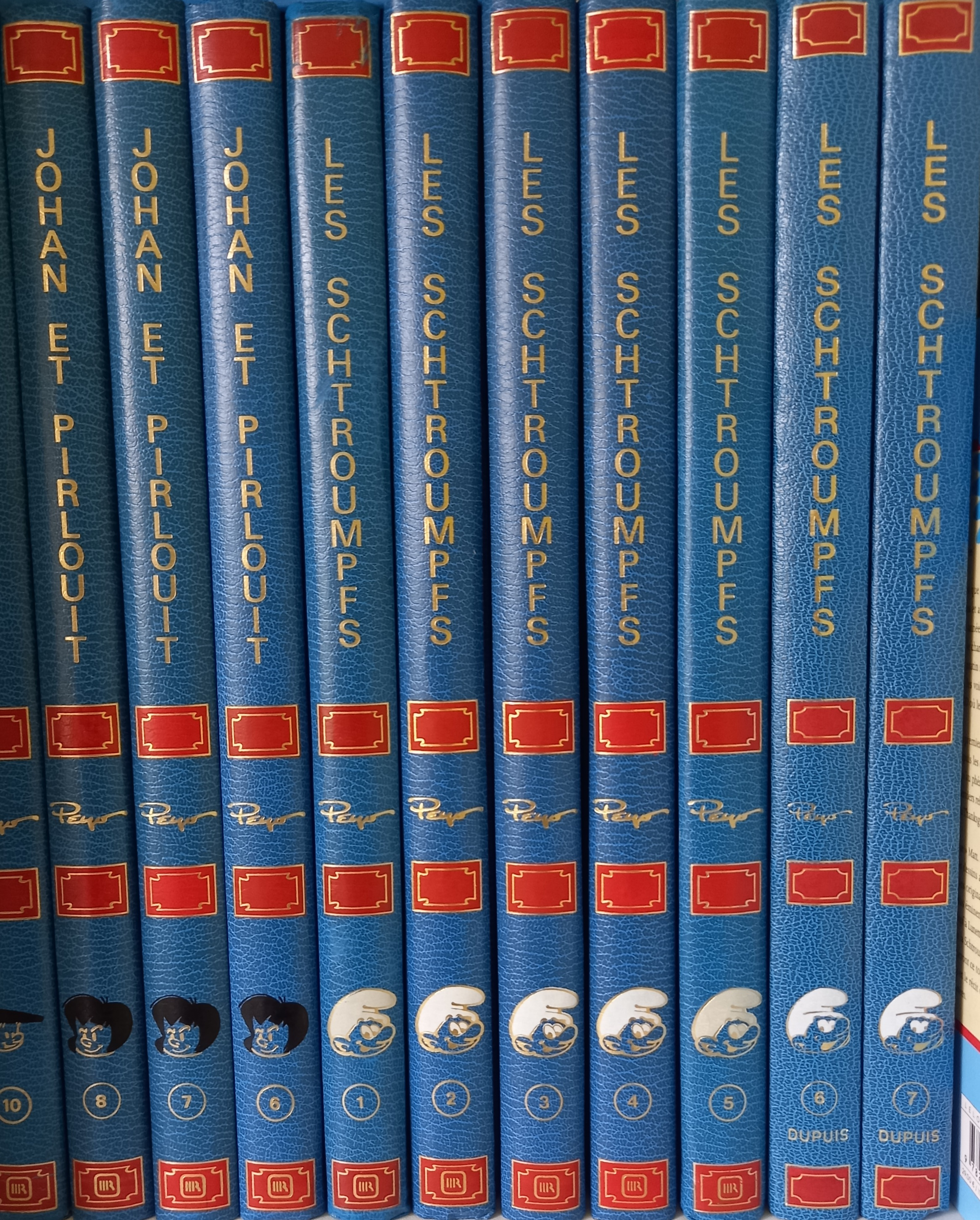
Les Schtroumpfs aux éditions Rombaldi.

- 1 Les Schtroumpfs noirs, Dupuis, Marcinelle, janvier 1963
Scénario : Yvan Delporte, Peyo - Dessin : Peyo -  (ISBN 2-8001-0108-3)
- 2 Le Schtroumpfissime, Dupuis, Marcinelle, janvier 1965
Scénario : Yvan Delporte, Peyo - Dessin : Peyo -  (ISBN 2-8001-0109-1)
- 3 La Schtroumpfette, Dupuis, Marcinelle, janvier 1967
Scénario : Yvan Delporte, Peyo - Dessin : Peyo -  (ISBN 2-8001-0110-5)
- 4 L'Œuf et les Schtroumpfs, Dupuis, Marcinelle, janvier 1968
Scénario : Yvan Delporte, Peyo - Dessin : Peyo -  (ISBN 2-8001-3969-2)
- 5 Les Schtroumpfs et le Cracoucass, Dupuis, Marcinelle, janvier 1969
Scénario et dessin : Peyo, Gos -  (ISBN 2-8001-0112-1)
- 6 Le Cosmoschtroumpf, Dupuis, Marcinelle, janvier 1970
Scénario : Peyo, Yvan Delporte, Gos - Dessin : Peyo -  (ISBN 2-8001-0113-X)
- 7 L'Apprenti Schtroumpf, Dupuis, Marcinelle, janvier 1971
Scénario et dessin : Peyo -  (ISBN 2-8001-0114-8)
- 8 Histoires de Schtroumpfs, Dupuis, Marcinelle, janvier 1972
Scénario : Peyo, Yvan Delporte - Dessin : Peyo -  (ISBN 2-8001-0115-6)
- 9 Schtroumpf vert et vert Schtroumpf, Dupuis, Marcinelle, janvier 1973
Scénario : Peyo, Yvan Delporte - Dessin : Peyo -  (ISBN 2-8001-0324-8)
- 10 La Soupe aux Schtroumpfs, Dupuis, Marcinelle, janvier 1976
Scénario : Peyo, Yvan Delporte - Dessin : Peyo -  (ISBN 2-8001-0510-0)
- 11 Les Schtroumpfs olympiques, Dupuis, Marcinelle, janvier 1983
Scénario et dessin : Peyo -  (ISBN 2-8001-0769-3)
- 12 Le Bébé Schtroumpf, Dupuis, Marcinelle, octobre 1984
Scénario et dessin : Peyo -  (ISBN 2-8001-1148-8)
- 13 Les P'tits Schtroumpfs, Dupuis, Marcinelle, avril 1988
Scénario et dessin : Peyo -  (ISBN 2-8001-1569-6)
- 14 L’Aéroschtroumpf, Cartoon Creation, Bruxelles, mars 1990
Scénario et dessin : Peyo -  (ISBN 2-87345-000-2)
- 15 L'Étrange Réveil du Schtroumpf paresseux, Cartoon Creation, Bruxelles, avril 1991
Scénario et dessin : Peyo -  (ISBN 2-80361-234-8)
- 16 Le Schtroumpf financier, Le Lombard, Bruxelles, novembre 1992
Scénario : Peyo, Thierry Culliford - Dessin : Peyo, Alain Maury, Luc Parthoens - Couleurs : Nine, Studio Leonardo -  (ISBN 2-8036-1017-5)
- 17 Le Schtroumpfeur de bijoux, Le Lombard, Bruxelles, novembre 1994
Scénario : Luc Parthoens, Thierry Culliford - Dessin : Alain Maury - Couleurs : Nine, Studio Leonardo -  (ISBN 2-8036-1098-1)
- 18 Docteur Schtroumpf, Le Lombard, Bruxelles, octobre 1996
Scénario : Luc Parthoens, Thierry Culliford - Dessin : Alain Maury - Couleurs : Nine -  (ISBN 2-80361-945-8)
- 19 Le Schtroumpf sauvage, Le Lombard, Bruxelles, novembre 1998
Scénario : Luc Parthoens, Thierry Culliford - Dessin : Alain Maury - Couleurs : Nine -  (ISBN 2-80361-351-4 et 978-2-8036-7031-4)
- 20 La Menace Schtroumpf, Le Lombard, Bruxelles, novembre 2000
Scénario : Luc Parthoens, Thierry Culliford - Dessin : Alain Maury - Couleurs : Nine -  (ISBN 2-80361-516-9)
- 21 On ne schtroumpfe pas le progrès, Le Lombard, Bruxelles, novembre 2002
Scénario : Philippe Delzenne, Thierry Culliford - Dessin : Ludo Borecki, Pascal Garray - Couleurs : Nine, José Grandmont -  (ISBN 2-80361-773-0)
- 22 Le Schtroumpf reporter, Le Lombard, Bruxelles, novembre 2003
Scénario : Luc Parthoens, Thierry Culliford - Dessin : Ludo Borecki - Couleurs : Nine Culliford, José Grandmont -  (ISBN 2-80361-900-8)
- 23 Les Schtroumpfs joueurs, Le Lombard, Bruxelles, janvier 2005
Scénario : Luc Parthoens, Thierry Culliford - Dessin : Ludo Borecki - Couleurs : Nine Culliford -  (ISBN 2-80362-005-7)
- 24 Salade de Schtroumpfs, Le Lombard, Bruxelles, janvier 2006
Scénario : Luc Parthoens, Thierry Culliford - Dessin : Ludo Borecki, Jeroen De Coninck - Couleurs : Nine Culliford -  (ISBN 2-80362-155-X)
- 25 Un enfant chez les Schtroumpfs, Le Lombard, Bruxelles, janvier 2007
Scénario : Miguel Díaz Vizoso, Thierry Culliford - Dessin : Jeroen De Coninck - Couleurs : Nine Culliford -  (ISBN 2-80362-242-4)
- 26 Les Schtroumpfs et le Livre qui dit tout, Le Lombard, Bruxelles, janvier 2008
Scénario : Alain Jost, Thierry Culliford - Dessin : Pascal Garray - Couleurs : Nine Culliford -  (ISBN 978-2-8036-2382-2)
- 27 Schtroumpf les Bains, Le Lombard, Bruxelles, avril 2009
Scénario : Alain Jost, Thierry Culliford - Dessin : Pascal Garray - Couleurs : Nine Culliford -  (ISBN 978-2-8036-2521-5)
- 28 La Grande Schtroumpfette, Le Lombard, Bruxelles, avril 2010
Scénario : Alain Jost, Thierry Culliford - Dessin : Pascal Garray - Couleurs : Nine Culliford -  (ISBN 978-2-8036-2648-9)
- 29 Les Schtroumpfs et l'Arbre d'or, Le Lombard, Bruxelles, avril 2011
Scénario : Alain Jost, Thierry Culliford - Dessin : Pascal Garray - Couleurs : Nine Culliford -  (ISBN 978-2-8036-2807-0)
- 30 Les Schtroumpfs de l'ordre, Le Lombard, Bruxelles, mars 2012
Scénario : Alain Jost, Thierry Culliford - Dessin : Jeroen De Coninck - Couleurs : Nine Culliford -  (ISBN 978-2-8036-3052-3)
- 31 Les Schtroumpfs à Pilulit, Le Lombard, Bruxelles, avril 2013
Scénario : Alain Jost, Thierry Culliford - Dessin : Pascal Garray - Couleurs : Nine Culliford -  (ISBN 978-2-8036-3255-8)
- 32 Les Schtroumpfs et l'Amour sorcier, Le Lombard, Bruxelles, avril 2014
Scénario : Alain Jost, Thierry Culliford - Dessin : Jeroen De Coninck - Couleurs : Nine Culliford -  (ISBN 978-2-8036-3415-6)
- 33 Schtroumpf le héros, Le Lombard, Bruxelles, mars 2015
Scénario : Alain Jost, Thierry Culliford - Dessin : Jeroen De Coninck, Miguel Díaz - Couleurs : Nine Culliford -  (ISBN 978-2-8036-3543-6)
- 34 Les Schtroumpfs et le Demi-génie, Le Lombard, Bruxelles, avril 2016
Scénario : Alain Jost, Thierry Culliford - Dessin : Jeroen De Coninck, Miguel Díaz - Couleurs : Nine Culliford -  (ISBN 978-2-8036-3690-7)
- 35 Les Schtroumpfs et les Haricots mauves, Le Lombard, Bruxelles, août 2017
Scénario : Alain Jost, Thierry Culliford - Dessin : Pascal Garray - Couleurs : Nine Culliford -  (ISBN 978-2-8036-7114-4)
- 36 Les Schtroumpfs et le Dragon du lac, Le Lombard, Bruxelles, mars 2018
Scénario : Alain Jost, Thierry Culliford - Dessin : Jeroen De Coninck, Miguel Díaz - Couleurs : Nine Culliford -  (ISBN 978-2-8036-7284-4)
- 37 Les Schtroumpfs et la Machine à rêver, Le Lombard, Bruxelles, avril 2019
Scénario : Alain Jost, Thierry Culliford - Dessin : Jeroen De Coninck, Miguel Díaz - Couleurs : Nine Culliford -  (ISBN 978-2-8036-7313-1)
- 38 Les Schtroumpfs et le Vol des cigognes, Le Lombard, Bruxelles, juin 2020
Scénario : Alain Jost, Thierry Culliford - Dessin : Miguel Díaz Vizoso - Couleurs : Nine Culliford -  (ISBN 978-2-8036-7715-3)
- 39 Les Schtroumpfs et la Tempête blanche, Le Lombard, Bruxelles, octobre 2021
Scénario : Alain Jost, Thierry Culliford - Dessin : Alain Maury - Couleurs : Nine Culliford -  (ISBN 978-2-8036-8004-7)
- 40 Les Schtroumpfs et les Enfants perdus, Le Lombard, Bruxelles, octobre 2022
Scénario : Alain Jost, Thierry Culliford - Dessin : Miguel Díaz Vizoso - Couleurs : Nine Culliford -  (ISBN 978-2-8082-0344-9)
- 41 Gargamel l'ami des Schtroumpfs, Le Lombard, Bruxelles, octobre 2023
Scénario : Alain Jost, Thierry Culliford - Dessin : Peral - Couleurs : Nine Culliford -  (ISBN 978-2-8082-1101-7)
- 42 Les Schtroumpfs et la Cape magique, Le Lombard, Bruxelles, octobre 2024
Scénario : Alain Jost, Thierry Culliford - Dessin : Miguel Díaz Vizoso - Couleurs : Nine Culliford -  (ISBN 978-2-8082-1309-7)
- 43 Le Trophée des Schtroumpfs, Le Lombard, Bruxelles, août 2025
Scénario : Thierry Culliford, Marc Dubuisson - Dessin : Ludo Borecki - Couleurs : Nine Culliford -  (ISBN 978-2-8082-1495-7)

- HS Les Schtroumpfeurs de flûte, Le Lombard, Bruxelles, octobre 2008
Scénario : Luc Parthoens, Thierry Culliford - Dessin : Jeroen De Coninck - Couleurs : Nine Culliford -  (ISBN 978-2-8036-2472-0)

### Johan et Pirlouit
Premières apparitions dans la série Johan et Pirlouit :
- 9 La Flûte à six schtroumpfs, Dupuis, Marcinelle, janvier 1960
Scénario et dessin : Peyo -  (ISBN 2-800101032)
- 10 La Guerre des sept fontaines, Dupuis, Marcinelle, janvier 1961
Scénario et dessin : Peyo -  (ISBN 2-800101040)
- 12 Le Pays maudit, Dupuis, Marcinelle, janvier 1964
Scénario et dessin : Peyo -  (ISBN 2-800101067)
- 13 Le Sortilège de Maltrochu, Dupuis, Marcinelle, janvier 1970
Scénario et dessin : Peyo -  (ISBN 2-800101075)
- 14 La Horde du corbeau, Le Lombard, Bruxelles, janvier 1994
Scénario : Yvan Delporte, Thierry Culliford - Dessin : Alain Maury - Couleurs : Nine, Studio Leonardo -  (ISBN 2-803610566)
- 16 La Nuit des sorciers, Le Lombard, Bruxelles, mai 1998
Scénario : Yvan Delporte, Thierry Culliford - Dessin : Alain Maury - Couleurs : Nine -  (ISBN 2-803612712)

### Mini-récits
Ces albums à agrafer soi-même étaient encartés dans le Journal de Spirou.
- MR1 : Les Schtroumpfs noirs (Spirou no 1107, 07/1959)
- MR2 : Le Voleur de Schtroumpfs (Spirou no 1130, 12/1959)
- MR3 : L'Œuf et les Schtroumpfs (Spirou no 1147, 01/1960)
- MR4 : Le Faux Schtroumpf (Spirou no 1211, 01/1961)
- MR5 : La Faim des Schtroumpfs (Spirou no 1235, 01/1961)
- MR6 : Le Centième Schtroumpf (Spirou no 1244, 01/1962)

### 3 Histoires de Schtroumpfs

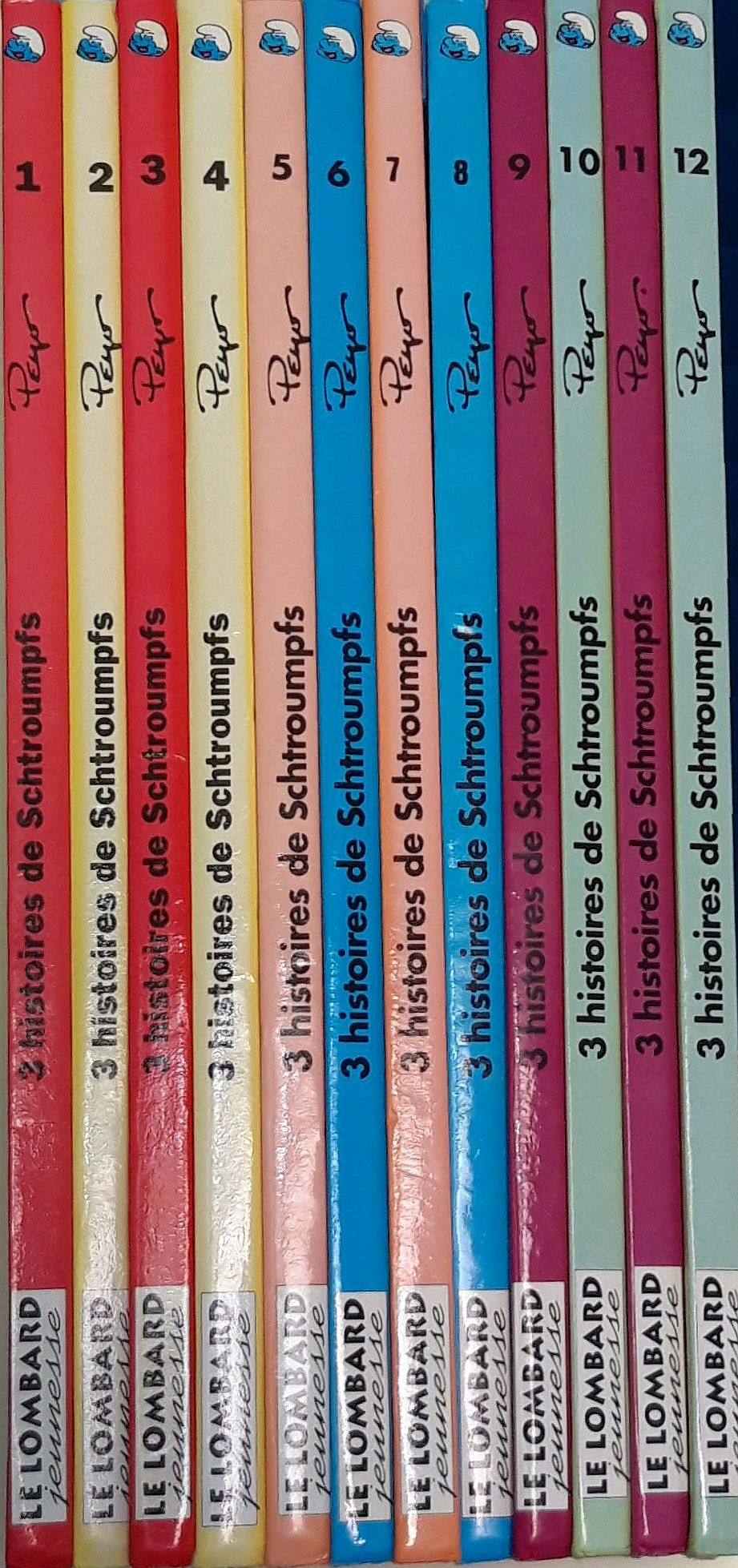
La série des 3 Histoires de Schtroumpfs, au Lombard Jeunesse.

Albums petits formats carrés dans la collection « Le Lombard jeunesse ». La série reprend des histoires publiées dans le mensuel Schtroumpf ! entre 1990 et 1992.
- 1 La Poudre d'escampette, Le Lombard jeunesse, Bruxelles, janvier 1994
Scénario et dessin : Peyo - Couleurs : Studio Leonardo
- 2 Gargamel fait la paix, Le Lombard jeunesse, Bruxelles, janvier 1994
Scénario et dessin : Peyo - Couleurs : Studio Leonardo
- 3 Le Tourlitoula du schtroumpf musicien, Le Lombard jeunesse, Bruxelles, janvier 1994
Scénario et dessin : Peyo - Couleurs : Studio Leonardo
- 4 L'Anniversaire du Grand Schtroumpf, Le Lombard jeunesse, Bruxelles, janvier 1994
Scénario et dessin : Peyo - Couleurs : Studio Leonardo
- 5 Les Malheurs du Schtroumpf coquet, Le Lombard jeunesse, Bruxelles, avril 1994
Scénario et dessin : Peyo - Couleurs : Studio Leonardo
- 6 La Salsepareille de Gargamel, Le Lombard jeunesse, Bruxelles, avril 1994
Scénario et dessin : Peyo - Couleurs : Studio Leonardo
- 7 Le Schtroumpf qui marchait sous l'eau, Le Lombard jeunesse, Bruxelles, avril 1994
Scénario et dessin : Peyo - Couleurs : Studio Leonardo
- 8 Les Schtroumpfs gris, Le Lombard jeunesse, Bruxelles, avril 1994
Scénario et dessin : Peyo - Couleurs : Studio Leonardo
- 9 Les Schtroumpfs de papier, Le Lombard jeunesse, Bruxelles, décembre 1995
Scénario et dessin : Peyo - Couleurs : Studio Leonardo
- 10 Les Schtroumpfs et Dame Nature, Le Lombard jeunesse, Bruxelles, décembre 1995
Scénario et dessin : Peyo - Couleurs : Studio Leonardo
- 11 Le Puits aux échanges, Le Lombard jeunesse, Bruxelles, décembre 1995
Scénario et dessin : Peyo - Couleurs : Studio Leonardo
- 12 Les Schtroumpfosaures, Le Lombard jeunesse, Bruxelles, décembre 1995
Scénario et dessin : Peyo - Couleurs : Studio Leonardo
- 13 Le Schtroumpf sous-marin, Le Lombard jeunesse, Bruxelles, octobre 1996
Scénario et dessin : Peyo

### Schtroumpferies
La série des Schtroumpferies est constituée d’histoires courtes en une planche sur les Schtroumpfs et leur univers (44 histoires par album).
- Schtroumpferies 1, Le Lombard, Bruxelles, janvier 1994
Scénario et dessin : Peyo -  (ISBN 2-80361-168-6)
- Schtroumpferies 2, Le Lombard, Bruxelles, avril 1996
Scénario et dessin : Peyo -  (ISBN 2-80361-191-0)
- Schtroumpferies 3, Le Lombard, Bruxelles, novembre 1997
Scénario et dessin : Peyo -  (ISBN 2-80361-297-6)
- Schtroumpferies 4, Le Lombard, Bruxelles, octobre 1999
Scénario et dessin : Peyo -  (ISBN 2-80361-413-8)
- Schtroumpferies 5, Le Lombard, Bruxelles, novembre 2001
Scénario et dessin : Peyo -  (ISBN 2-80361-645-9)

### Collection Pirate
1. Les Schtroumpfs et le Bougloubou (7 Histoires de Schtroumpfs inédites, dont Olaf le petit Viking, La Maman des Schtroumpfs, La Course de cochons d'Inde, Les Schtroumpfs et les Petits fantômes, Gargamel et le Crocodile, Les Neveux de Gargamel), coll. « Pirate », janvier 2001 -  (ISBN 2-8001-3190-X)[40]
2. Les P'tits Schtroumpfs sur la Lune (7 Histoires de Schtroumpfs inédites, dont Le Schtroumpf et le Petit Indien, Le Champignon d'or, Un vrai faucon, Le Nouvel An des Schtroumpfs, Super Schtroumpf, Snowboard Schtroumpf), coll. « Pirate », janvier 2001 -  (ISBN 2-8001-3191-8)[41]
3. La Schtroumpfette et le Chevalier (7 Histoires de Schtroumpfs inédites, dont Super Schtroumpf contre Super Gargamel, La Petite Sirène des Schtroumpfs, La Montagne des baisers, Le Grand Orchestre des Schtroumpfs, Le Schtroumpf puant et le Putois, Les Six Filles de Grossbouf), coll. « Pirate », juillet 2001 -  (ISBN 2-8001-3214-0)[42]
4. La Piscine des Schtroumpfs (7 Histoires de Schtroumpfs inédites, dont La Grande Cascade des Schtroumpfs, La Chaîne ardente, Le Schtroumpf et le Miroir ensorcelé, Un Yorkshire chez les Schtroumpfs, La Descente de la rivière Schtroumpf, Les Jouets de Noël), coll. « Pirate », juillet 2001 -  (ISBN 2-8001-3215-9)[43]
5. La Soupe aux Schtroumpfs (2 Histoires de Schtroumpfs, dont Schtroumpferies : 13 pages), coll. « Pirate », juin 2003 -  (ISBN 2-8001-3287-6)
6. Les Schtroumpfs olympiques (3 Histoires de Schtroumpfs, dont Pâques schtroumpfantes, Le Jardin des Schtroumpfs), coll. « Pirate », juin 2003 -  (ISBN 2-8001-3288-4)

### Blagues des Schtroumpfs
- 120 blagues et autres surprises 1, Le Lombard, juillet 2007
Scénario et dessin : Peyo Creations -  (ISBN 978-2-8036-2326-6)
- 120 blagues et autres surprises 2, Le Lombard, juillet 2008
Scénario et dessin : Peyo Creations -  (ISBN 978-2-8036-2386-0)
- 120 blagues et autres surprises 3, Le Lombard, août 2009
Scénario et dessin : Peyo Creations -  (ISBN 978-2-8036-2550-5)
- 120 blagues et autres surprises 4, Le Lombard, juillet 2010
Scénario et dessin : Peyo Creations -  (ISBN 978-2-8036-2668-7)
- 120 blagues et autres surprises 5, Le Lombard, juillet 2012
Scénario et dessin : Peyo Creations -  (ISBN 978-2-8036-2852-0)

### L'Univers des Schtroumpfs
- 1 Gargamel et les Schtroumpfs (6 Histoires de Schtroumpfs inédites : Gargamel et le Crocodile, Le Frère jumeau de Gargamel, L'Ogre et les Schtroumpfs, Les Schtroumpfs et le Bougloubou, Les Neveux de Gargamel, Sagratamabarb), Le Lombard, juillet 2011
Scénario et dessin : Studio Peyo -  (ISBN 978-2-8036-2879-7)
- 2 Noël chez les Schtroumpfs (5 Histoires de Schtroumpfs inédites : Le Petit Sapin, Hibernatus Schtroumpfimus, D'étranges bonshommes de neige, La Noël des Schtroumpfs, La Noël du petit Pierre), Le Lombard, novembre 2012
Scénario et dessin : Studio Peyo -  (ISBN 978-2-8036-3117-9)
- 3 Sacrée Schtroumpfette (5 Histoires de Schtroumpfs inédites : Un baiser pour la Schtroumpfette, Bombollino chez les Schtroumpfs, Le Petit Schtroumpferon rouge, Bébé Chouette, Le Château hanté), Le Lombard, juillet 2013
Scénario et dessin : Studio Peyo -  (ISBN 978-2-8036-3256-5)
- 4 Des monstres et des Schtroumpfs (5 Histoires de Schtroumpfs inédites : Les Glands d'or, Le Château de glace, Les Carottes sauvages, Grossbouf et les lézards, Motro, le monstre de la forêt), Le Lombard, août 2014
Scénario et dessin : Studio Peyo -  (ISBN 978-2-8036-3420-0)
- 5 Les Schtroumpfs fêtent Halloween (5 Histoires de Schtroumpfs inédites : Halloween, Les Schtroumpfs et les Petits Fantômes, L'École des fées, L'Ombre de l'apprenti Schtroumpf, Le Manoir aux mille miroirs), Le Lombard, octobre 2014
Scénario et dessin : Studio Peyo -  (ISBN 978-2-8036-3480-4)
- 6 Les Schtroumpfs font du sport (6 Histoires de Schtroumpfs inédites : Football Schtroumpf, La Course de cochons d'Inde, Schtroumpfs nautiques, Patinage sur glace, Roller-Schtroumpf, Le Nouveau Jeu des Schtroumpfs), Le Lombard, juillet 2015
Scénario et dessin : Studio Peyo -  (ISBN 978-2-8036-3569-6)
- 7 Les Schtroumpfs en vacances (5 Histoires de Schtroumpfs inédites : Les Vacances des Schtroumpfs, Vive les vacances, Une partie de cerfs-volants, La Piscine des Schtroumpfs, Surfing Schtroumpf), Le Lombard, juillet 2016
Scénario et dessin : Studio Peyo -  (ISBN 978-2-8036-3691-4)

### Les Schtroumpfs et le Village des Filles
Cette série est publiée à partir de 2017 et écrite en prenant en compte les nouveaux éléments introduits dans l’histoire du long-métrage Les Schtroumpfs et le Village perdu.
- 1 La Forêt interdite, Le Lombard, 24 mars 2017
Scénario : Alain Jost, Luc Parthoens et Thierry Culliford - Dessin : Alain Maury, Jeroen de Coninck, Miguel Díaz et Laurent Cagniat - Couleurs : Paolo Maddaleni -  (ISBN 978-2803671168)
- 2 La Trahison de Bouton d'Or, Le Lombard, 24 août 2018
Scénario : Luc Parthoens et Thierry Culliford - Dessin : Alain Maury - Couleurs : Paolo Maddaleni -  (ISBN 978-2803673223)
- 3 Le Corbeau, Le Lombard, 31 octobre 2019
Scénario : Luc Parthoens et Thierry Culliford - Dessin : Alain Maury - Couleurs : Paolo Maddaleni -  (ISBN 978-2803673148)
- 4 Un nouveau départ, Le Lombard, 27 novembre 2020
Scénario : Luc Parthoens et Thierry Culliford - Dessin : Laurent Cagniat - Couleurs : Paolo Maddaleni -  (ISBN 978-2803677160)
- 5 Le Bâton de Saule, Le Lombard, 22 avril 2022
Scénario : Luc Parthoens et Thierry Culliford - Dessin : Laurent Cagniat - Couleurs : Paolo Maddaleni -  (ISBN 978-2-8082-0345-6)[44]
- 6 L'île vagabonde, Le Lombard, 26 mai 2023
Scénario : Luc Parthoens et Thierry Culliford - Dessin : Laurent Cagniat - Couleurs : Paolo Maddaleni -  (ISBN 978-2808211000)

### One-shot Schtroumpfs par…
Chaque tome de cette série est un one-shot par un auteur différent qui met en scène les schtroumpfs dans son propre style.
- 1 Qui est ce schtroumpf ?, Le Lombard, 5 mai 2023
Scénario, dessin et couleurs : Tébo -  (ISBN 9782808211208)

### Albums publicitaires
- 1962 : Le Trésor des Schtroumpfs, pour La SOGENAL (société générale alsacienne de banque), 16 pl. (inédit)
- 1963 : La Légende de la montagne à beurre, pour Unicoolait (coopératives laitières de Lorraine et d'Alsace), 16 pl. (inédit - la vie du frère de Gargamel, le sorcier Sagratamabarb) (nb : leur mère -môman- apparaissant dans La Maman des Schtroumpfs, et leurs trois neveux dans Les neveux de Gargamel)
- 1967 : Le Cosmoschtroumpf, pour La Biscuiterie nantaise (couverture inédite)
- 1969 : Un Schtroumpf pas comme les autres, pour les Chocolateries Kwatta  (couverture inédite, vignettes à coller)
- 1971 : L'Apprenti Schtroumpf, pour les Chocolateries Kwatta (couverture inédite, vignettes à coller)
- 1972 : Schtroumpfonie en ut, pour Total (couverture et album de conception inédite - le récit du titre étant le 2e publié après les mini-récits, en 1963/64 -le 1er étant Le Schtroumpf volant en 1963-; 2 Histoires de Schtroumpfs, avec Le schtroumpfeur de pluie)
- 1979 : Les Schtroumpfs olympiques, pour Coca-Cola, Fanta et Sprite (couverture inédite)
- 1980 : Benco et les Schtroumpfs, pour Benco, 15 pl. (inédit)

Après la mort de Peyo :
- 1994 : Les Schtroumpfs éclopés, pour L'Association des paralysés de France et EDF/GDF, 8 pl. + jeux (inédit)
- 1996 : Le Schtroumpf de l'espace, pour Nutricia (Fristi et Cérémél), 46 p. (inédit - contient aussi Le Schtroumpf menteur, Football Schtroumpf, Le Schtroumpf marin au pays des Foumpfs -avec le sorcier Gorgonel, le pendant de Gargamel-, et Le grand cirque des Schtroumpfs)

### Uniquement dans les magazines
- Kellogg's (Corn Flakes) présente… les dictons, avec les schtroumpfs : 1 planche monochrome bleue hebdomadaire dans Le Journal de Tintin, à partir d'avril 1966
- Magazine Spirou no 1732 Spécial Schtroumpfs du 24 juin 1971, contient Le Schtroumpf sans effort, avec Yvan Delporte, avec des histoires par Walthéry, Max Ariane, Michaud, Roque, Devos et Francis
- Magazine Spirou no 1973 Spécial Schtroumpfs du 5 février 1976 : histoires par Seron, Leonardo, Jidéhem, Collin, Counhaye et Wasterlain
- Buddy Longschtroumpf, Journal de Tintin no 330 du 5 janvier 1982 Spécial Buddy Longway, ou le monde des schtroumpfs en version trappeurs barbus du Grand Nord

### Les Contes du Grand Schtroumpf
C'est une rubrique rédactionnelle du journal Spirou publiée du no 1549 au no 1667 mettant en scène l'univers de la série Les Schtroumpfs. Elle est écrite par Yvan Delporte et illustrée par Peyo. Dans les années 1990, la série est reprise dans le mensuel Schtroumpf !.

### Grandir avec les Schtroumpfs
Grandir avec les Schtroumpfs est une série de dix histoires de 40 pages chacune publiées chez Le Lombard à partir d'août 2020 et destinés aux enfants à partir de trois ans. Dans ces histoires, les Schtroumpfs sont confrontés à des problèmes de la vie quotidienne, du type de ceux que peuvent également rencontrer les jeunes enfants. Chaque album s'accompagne d'un dossier pédagogique rédigé par Diane Drory.
- Scénario : Falzar et Thierry Culliford
- Dessin : Antonello Dalena
- Couleurs : Paolo Maddaleni

Liste des titres :
1. Le Schtroumpf qui avait peur du noir, Le Lombard, 28 août 2020  (ISBN 9782390570004)
2. Le Schtroumpf qui était maladroit, Le Lombard, 28 août 2020  (ISBN 9782390570011)
3. Le Schtroumpf qui n'aimait que les desserts, Le Lombard, 28 août 2020  (ISBN 9782390570028)
4. La Schtroumpfette est un Schtroumpf comme les autres, Le Lombard, 28 août 2020  (ISBN 9782390570035)
5. Le Schtroumpf qui trouvait tout injuste, Le Lombard, 15 janvier 2021  (ISBN 9782390570042)
6. Le Schtroumpf qui racontait des mensonges, Le Lombard, 15 janvier 2021  (ISBN 9782390570059)
7. Le Schtroumpf qui voulait tout tout de suite, Le Lombard, 15 janvier 2021  (ISBN 9782390570066)
8. Le Schtroumpf qui jetait ses déchets n'importe où, Le Lombard, 15 janvier 2021  (ISBN 9782390570073)
9. Le Schtroumpf qui avait perdu un ami, Le Lombard, 6 mai 2022  (ISBN 9782390570080)
10. Le Schtroumpf qui se sentait rejeté, Le Lombard, 6 mai 2022  (ISBN 9782803680320)
11. Le Schtroumpf qui n’était pas poli, Le Lombard, 6 mai 2022  (ISBN 9782390570370)
12. Le Schtroumpf qui ne voulait pas prêter ses affaires, Le Lombard, 6 mai 2022  (ISBN 9782390570387)
13. Le Schtroumpf qui avait peur de rater, Le Lombard, 12 Janvier 2024  (ISBN 9782390570516)

## Adaptations

### Séries d'animation

#### Série TVA Dupuis
En 1959 paraissent 9 films de 13 minutes chacun, réalisés par les Studios TV Animation Dupuis, à savoir : Les Schtroumpfs noirs, L'Œuf et les Schtroumpfs, Le Voleur de Schtroumpfs, Le Faux Schtroumpf, Le Schtroumpf volant, Le Schtroumpf cet inconnu, Le Schtroumpf et son dragon, La Schtroumpflûte, et Le Schtroumpf-robot. Les sept premiers cités sont en noir et blanc tandis que les deux derniers sont en couleur.

#### Série Hanna-Barbera
Les Schtroumpfs sont de nouveau adaptés, aux États-Unis cette fois, par Hanna-Barbera Productions -distribués par Warner Bros. Pictures- à partir de 1981 (soit 427 dessins animés finalement). Ils totalisent 9 saisons[source insuffisante] en Amérique, et ajoutent d'autres personnages comme Chlorhydris, Balthazar, Dame Nature, Père Temps et Scrupule. Le succès fut grand et fait découvrir les Schtroumpfs à un plus large public américain. L'accompagnement musical des séquences s'y compose toujours de musique classique (par exemple, le début du premier mouvement de la symphonie n*8 inachevée de Schubert est utilisé comme leitmotiv du méchant Gargamel).

#### Série Dupuis Édition & Audiovisuel
Produite par Peyo Productions et Dupuis Édition & Audiovisuel, une série animée utilisant la 3D-CGI similaire à celle du film d'animation Les Schtroumpfs et le Village perdu est diffusée depuis 2021. Les diffuseurs sont la RTBF, sur La Trois, en Belgique, TF1 en France et Nickelodeon aux États-Unis,.

### Longs métrages d'animation

#### Les Aventures des Schtroumpfs
Eddy Ryssack produit en 1965 le film d'environ 90 minutes intitulé Les aventures des Schtroumpfs (connu aussi sous le nom de L'Histoire de Schtroumpf).

#### La Flûte à six schtroumpfs
Le grand dessin animé de 74 min 30 s produit par Dupuis-Belvision en 1975 fut un des derniers du studio.

#### Longs métrages Hanna-Barbera
Parallèlement à la diffusion de la série animée, les studios Hanna-Barbera Productions ont produit trois longs métrages pour le cinéma : V'la les schtroumpfs, Le Bébé schtroumpf et Les P'tits Schtroumpfs. Il s'agit en réalité de compilations de différents épisodes, remontés pour obtenir une histoire plus ou moins cohérente. Ce procédé a été utilisé également pour Les Dalton en cavale, long métrage dérivé de la série Lucky Luke de Hanna-Barbera.

#### Les Schtroumpfs et le Village perdu
Les Schtroumpfs et le Village perdu de Kelly Asbury avec les voix de Mandy Patinkin, Demi Lovato, Rainn Wilson, Joe Manganiello, Jack McBrayer et Danny Pudi sort en 2017. Ce film, produit en animation 3D par Sony Pictures, sort le 7 avril 2017 aux États-Unis, et le 5 avril 2017 en France. Le film obtient des critiques positives, tout en atteignant 197.2 millions de dollars de recettes au niveau mondial.

### Longs métrages avec prises de vues réelles
Ces films hybrident des prises de vues réelles avec des Schtroumpfs réalisés en animation 3D.

#### Films de Raja Gosnell
1. Les Schtroumpfs (2011) de Raja Gosnell avec Neil Patrick Harris et les voix de Jonathan Winters, Jayma Mays, Alan Cumming, George Lopez et Hank Azaria[54]. Le film en 3D, qui a bénéficié d’un budget de 68 millions d'euros, est sorti le 29 juillet 2011 aux États-Unis et a récolté 563.7 millions de dollars. Raja Gosnell, le réalisateur, situe l'action à New York. En effet, chassés de leur village par Gargamel, les Schtroumpfs se retrouvent au beau milieu de Central Park à travers un portail magique. Les lutins sont des personnages animés par ordinateur qui évoluent dans un monde réel, procédé utilisé pour les films avec Garfield.
2. Les Schtroumpfs 2 (2013) de Raja Gosnell avec Neil Patrick Harris et les voix de Brendan Gleeson, Katy Perry, Alan Cumming et Hank Azaria[55]. Nouveau film en 3D, par Sony Pictures, sortie le 31 juillet 2013 aux États-Unis et en France sous le titre original The Smurfs 2[56]. Raja Gosnell, le réalisateur, situe l'action à Paris. Gargamel, toujours en quête de la magie des Schtroumpfs, invente des petits individus de la taille des Schtroumpfs, nommés les canailles, et kidnappe la Schtroumpfette. Les schtroumpfs se lancent dans une opération pour la sauver. Celle-ci se rapproche particulièrement des canailles. Ce nouveau film donne l'occasion de rencontrer ces nouveaux personnages, les canailles, appelés Vexy et Hackus, qui donnent lieu à la sortie de deux nouvelles figurines par les créateurs historiques des figurines des Schtroumpfs, Schleich, les figurines Hackus et Vexy[57]. La bande originale de ce film comporte les singles à succès Ooh La La de Britney Spears et Vacation du groupe GRL[58], ainsi que des titres interprétés par Austin Mahone, Becky G, Owl City, Nelly Furtado[59]. Le film est un succès avec 347.5 millions de dollars récoltés dans le monde[53].

#### Les Schtroumpfs, le film
Un nouveau film mêlant animation et prises réelles réalisé par Chris Miller sur un scénario de Pam Brady, avec Rihanna prêtant sa voix à la Schtroumpfette est prévu pour 2025,.
Le film est très bien accueilli par le public, se classe à la première place du box office les premiers jours suivant sa sortie et obtient des critiques élogieuses,,.
Il est également le meilleur lancement pour un film d’animation en 2025.

### Livres d'illustrations

#### Collection du Carrousel
Albums format « Italienne » (décors de Matagne pour les trois). Ces trois albums de récits illustrés ont été publiés en concomitance avec les six Contes Schtroumpfs du le Journal de Spirou :
1. Le Petit Canard des Schtroumpfs, Dupuis (Collection du Carrousel - no 4) (1966).
2. Le Moulin des Schtroumpfs, Dupuis (Collection du Carrousel - no 10) (1967).
3. Les Schtroumpfs et les Jouets, Dupuis (Collection du Carrousel - no 38) (1969).

Ces trois albums de récits illustrés ont été publiés en concomitance avec les six Contes Schtroumpfs du Journal de Spirou, scénarisés par Yvan Delporte. À savoir :
1. Le Schtroumpf métamorphosé (1967 - décors de Matagne) (no 1549).
2. Le Schtroumpf et la fée distraite (1968 - décors de Matagne) (no 1552).
3. La Rosée matinale (1968) (no 1554).
4. Le Géant du marais (1968 - décors de Gos) (no 1557).
5. Le Jeune Sphinx (1968) (no 1561).
6. La Cloche à l'envers (1970) (no 1667).

#### Premiers livres
Premiers livres, Dupuis (1982, cartonnés) :
1. Les Schtroumpfs à la mer
2. Les Schtroumpfs sous la pluie
3. Les Schtroumpfs dans la neige
4. Les Schtroumpfs en forêt

#### Première bibliothèque des enfants
Première bibliothèque des enfants, Hemma :
1. Le château de la fée Morgane
2. L'élixir d'oubli
3. Les quatre portes
4. La pierre céleste

#### D'après la série animée
- Albums souples 19 × 19 cm, Dupuis (1975 - extraits du grand dessin animé) :

1. Le Tournoi
2. Le Marchand de musique
3. Pour faire une flûte
4. Une fête chez les Schtroumpfs

(annoncés : Le Duel musical (5), La Flûte magique (6), La Poursuite (7), Le Voyage merveilleux (8), Au pays des Schtroumpfs (9), Les Deux Flûtes (10))
- Mini-albums, Dupuis (1982-1983 - à la suite des dessins animés) :

1. Le Gâteau des Schtroumpfs
2. La Schtroumpfette et La Lune
3. Le Schtroumpf à l'envers
4. Le Schtroumpf qui vole
5. Le Vilain Schtroumpf
6. Le Schtroumpf vagabond
7. Le Schtroumpf et le Turlusiphon
8. La Pluie et le Beau Schtroumpf
9. Le Schtroumpf sorcier

- Téléschtroumpfs, Dupuis (1982, issus des dessins animés courts métrages)

1. Superschtroumpf
2. Gargamel le généreux
3. Le Farceur schtroumpfé
4. Les Lunettes roses

- Pocket-Schtroumpfs : quinze volumes, d'histoires écrites, par les éditions Hachette de 1984 à 1985 (toujours à la suite des courts métrages)

1. La Sorcière et les Schtroumpfs
2. Le Schtroumpf magicien
3. Le Schtroumpf chevalier
4. L'Abominable Créature des Schtroumpfs
5. Les Schtroumpfs et le Géant glouton
6. Titre inconnu
7. Titre inconnu
8. Titre inconnu
9. Titre inconnu
10. Titre inconnu
11. La Schtroumpf de jouvence
12. Les Schtroumpfs prisonniers
13. Le ciel schtroumpfe sur la tête !
14. Le Schtroumpf sauveteur
15. Les Schtroumpfs de cristal

#### Pop-up
Albums Pop-Hop articulés, collection Panorama Schtroumpf (1993) :
1. L'Anniversaire du Grand Schtroumpf
2. Une Fête chez les Schtroumpf
3. L'Arrivée du Bébé Schtroumpf

#### Hors série
- Album hors-série : La Schtroumpfette de Portici, Il était une fois les Belges,  éd. du Lombard, 1980

### Jouets

#### Figurines
Il existe des figurines en plastique des différents Schtroumpfs. Certaines personnes ont fait d'importantes collections de ces figurines et se les échangent encore sur les sites de vente aux enchères. Il existe également des figurines beaucoup plus rares en métal et en résine, ou des figurines articulées en plastique.

#### Peluches
Il existe également des peluches schtroumpfs, la plupart n'étant que des essais de copie, telles les peluches Kinder, etc. Les vraies peluches sont celles où l'acquereur peut y trouver la marque des schtroumpfs, elles sont extrêmement ressemblantes. Les vraies peluches schtroumpfs sont très rares dans les grands magasins. Les amateurs peuvent en trouver sur les ventes aux enchères.

#### View-Master
Très connu aux États-Unis et en Belgique, un peu dans le reste de l'Europe (France,  Italie, Allemagne, Royaume-Uni, etc.), les images en relief View-Master, sous forme de petits disques en carton de 9 centimètres de diamètre, contenant chacun 14 diapositives miniatures, permettant de voir sept images en relief en utilisant un lecteur spécial, ont proposé des produits sur les Schtroumpfs.
Les lecteurs mécaniques, qui ressemblent a des paires de jumelles (différents modèles existent depuis 1939 fabriqués par Sawye'rs (États-Unis, Oregon), puis GAF, puis Tyco, Mattel, Fisher Price) et les disques View-Master s'achètent séparément, ou en coffret cadeau. L'utilisateur actionne une gâchette sur le côté de la visionneuse pour faire tourner le disque, et passer d'un cliché à l'autre.
Un jeu de trois disques, soit 21 images en relief, représentant les Schtroumpfs, date de 1982-1983. Ils ont été réalisés et dessinés par une équipe maison, pour les besoins du procédé du relief, et fabriqués en Belgique, distribués dans un emballage « Blister Pack » rectangulaire plat. Référence du produit complet : BD 172-123 F. Pour ce set, comme simple exemple, chaque disque porte les références BD 1721, BD 1722 et BD 1723. La Lettre F indique la version française. L'emballage de protection a existé en fond jaune et en fond noir. Les disques View-Master furent donc les premières apparitions des schtroumpfs en relief.
D'autres jeux ont existé : « Les P'tits Schtroumpfs », « Le Bébé Schtroumpf », « Schtroumpfette » (smurfette), « Le Schtroumpf volant » (flying smurf), « Le Schtroumpf voyageur » (traveling smurf).
Un coffret cadeau en carton a été édité, contenant un lecteur de disques View Master, trois disques d'images des schtroumpfs en relief, avec une belle décoration et des découpages de personnages des Schtroumpfs, avec Gargamel et Azraël, et les maisons champignon, à bricoler soi-même. Un autre coffret cadeau a été sorti sous forme de baril en carton, « smurf theatre » avec un projecteur électrique lumineux (sans relief) de disques view master à utiliser avec un écran ou un mur, et un autre coffret plus petit, sous forme de capsule en plastique transparent, avec un lecteur view Master, « the smurfs time capsule », en 2004 par Mattel/Fisher-Price.

### Discographie
Le disque 33 t « Joyeux noël avec les Schtroumpfs » sorti en 1983 reprenant les chants de Noël.
Les Schtroumpfs ont aussi sorti des albums dans un style dance-pop :
- En juin 1995 : La Schtroumpf Party
- En novembre 1996 : La Schtroumpfs Party Volume 2
- En juin 1997 : La Schtroumpf Party Volume 3
- En avril 2002 : Complète 60's Instrumental Chez Les Schtroumpfs
- En décembre 2011 : Les hits des Schtroumpfs

Remarque:
il est à noter qu'en 1963-1964 apparaît en France le groupe de rock Les Schtroumpfs, avec l'accord explicite de Peyo, composé de Patrick Logelin -qui reprendre en français I'm Happy Just to Dance with You en 1964-, Luc Bonnetto, Patrice Portal, Jacques et Richard Geshner. Issu des Fougas, il deviendra les Sparks, disparu à la fin de l'année 1969 (ne pas confondre avec The Sparks des frères Mael, né en 1968 et toujours en activité). Le dessinateur donne son accord après avoir assisté personnellement à une répétition du groupe cannois, ne demandant rien en contrepartie. Séduit, il s'inspire même de leur aventure pour créer alors l'histoire Schtroumpfonie en ut (1963).

#### Chansons
(Philips)
- 45 T La Valse et la  Marche des Schtroumpfs/ schroumpfaïtou interprétée par Marion en 1963 (319275PF) lien : https://www.youtube.com/watch?v=rIcf1IuPVAI

(Polydor 1975 - disques et cassette faisant suite au dessin animé Dupuis-Belvision)
- 33 T et K7 audio La flûte à six Schtroumpfs[66]
- 45 T - extraits du 33T

Par Vader Abraham : le 45 T Au pays des Schtroumpfs (PE22209)
(SPI France)
- Le Hit parade des Schtroumpfs (1981)

(WEA) (avec Royal River music)
- CD (et cassette) 1992 - Le Top des Schtroumpfs interprété par Nathalie Lhermitte (deux titres avec Les chœurs de Bondy) ; paroles et musique : J-Y Bikialoo, C. De Latour et D. Le Bornec

#### Conte audio
(Polydor 1982 à 1984 - disques (11) et cassettes (3) faisant suite aux dessins animés Hanna & Barbera de 1981)
- 33 T (3 livres musicaux) :
  - Dorothée et les Schtroumpfs - L'École des Schtroumpfs
  - Superschtroumpf, et Gargamel le généreux (2 histoires - racontées par Dorothée)
  - V'là les Schtroumpfs (3 histoires - Le Centième Schtroumpf ; Schtroumpfonie en ut ; Le Cosmoschtroumpf - racontées par le Grand Schtroumpf)
- 45 T (déclinaison de 11 livres musicaux, racontés par Dorothée (5), puis par le Grand Schtroumpf (3) ; 1 histoire chaque) :
  - Dorothée et les Schtroumpfs (Les Schtroumpfs ; L'École des Schtroumpfs)
  - L'Apprenti Schtroumpf (D)
  - La Mouche Bzz (D)
  - Superschtroumpf (D)
  - Gargamel le généreux (D)
  - Le Centième Schtroumpf (GS)
  - Schtroumpfonie en ut (GS)
  - Le Cosmoschtroumpf (GS)

### Magazines
- Il existait un magazine mensuel pour enfants, Schtroumpf !
- Compilations des jeux du mensuel Schtroumpf :

1. L'album de l'été, Cartoon Images (1991  (ISBN 2-87345-014-2) - Jeux du mensuel, ramenés au format de collection classique)

### Parcs de loisirs
En 1984, les Schtroumpfs font leur apparition dans les parcs d'attractions américains de Kings Entertainment Corporation. Chaque parc propose alors une attraction et des mascottes Schtroumpf.
- À Kings Island, The Smurfs' Enchanted Voyage ouvre en 1984. Comparable à It's a Small World de Disney, les gens voyageaient en bateau autour du monde des Schtroumpfs célébrant les saisons d'hiver, d'automne, d'été et de printemps[67]. L'attraction ferme ses portes pendant la saison 1991. Le parcours scénique interactif Boo Blasters on Boo Hill prend place dans ses murs en 2010[68].
- À Kings Dominion, l'attraction à bord de trains Land of Dooz est transformée en Smurf Mountain (en) en 1984[69]. Elle ferme en 1995 pour faire de la place Volcano, The Blast Coaster ouvert en 1998[70].
- À California's Great America est inauguré en 1987 Smurf Woods (les bois Schtroumpf) qui proposait les montagnes russes The Blue Streak (maintenant Woodstock's Express (en)), ainsi qu'un village Schtroumpf avec des maisons champignons. Smurf Woods ferme au début des années 1990 et est remplacé par Nickelodeon Central. Une maison Schtroumpf est sauvegardée et peut être vue dans les alentours de Picnic Grove.
- À Carowinds est ajouté en 1984 Smurf Island (Île Schtroumpf), une aire de jeux pour enfants située sur l'île de 5 300 m2 voisine du bateau à aubes Carolina Sternwheeler. Un des moyens pour se rendre sur l'île est alors les Smurf Boats (bateaux Schtroumpf) à moteur diesel. Les enfants peuvent profiter de deux piscines à boules et d'une zone d'escalade avec des cordes, des filets, des plates-formes en bois, un tunnel de corde et un toboggan tubulaire de 18 mètres. Les mascottes des lutins bleus parcouraient l'île et conduisaient les visiteurs au village caché des Schtroumpfs avec quatre maisons Schtroumpf dans lesquelles les enfants pouvaient entrer. L'île est finalement fermée, et plus tard démolie, pour faire place à Nighthawk[71],[72].
- À Canada's Wonderland, Smurf Forest (la forêt Schtroumpf) ouvre ses portes en 1984. Elle propose alors Smurf Village, un walkthrough qui dépeignait la vie des lutins bleus dans des lieux emblématiques, comme la maison de Gargamel. La section Gargamel a tellement effrayé les enfants que le parc décide d'ouvrir les issues de secours pour les familles qui souhaitaient éviter cette section. Un théâtre en plein air était le lieu de représentation de spectacles pour enfants et Lazy's Snail Trail emmenait les passagers sur un circuit de wagons surmontés par un Schtroumpf et tirés par des escargots. Des jeux de fêtes foraines étaient également présentés, sous une forme modifiée pour s'adapter au thème des Schtroumpfs. Smurf Village était à l'origine Yogi's Forest lors de l'ouverture du parc en 1981. Smurf Forest ferme ses portes en 1993.
- Le parc texan Hanna–Barbera Land (en) ouvert en 1984 et 1985 comptait un quartier schtroumpf.

En Europe, divers parcs adaptent le thème des Schtroumpfs depuis 1989 :
- Pendant près de treize ans, de 1989 à 2002, les Schtroumpfs sont les mascottes d'un parc à thèmes situé en Lorraine, à Maizières-lès-Metz. Il est d'abord appelé Big Bang Schtroumpf, puis Walibi Schtroumpf avant de devenir Walibi Lorraine et de ne pas reconduire la licence concernant les lutins bleus par un commun accord entre le parc et la société IMPS, qui gère les droits de Peyo[73]. Il s'appelle Walygator depuis le 6 avril 2007.

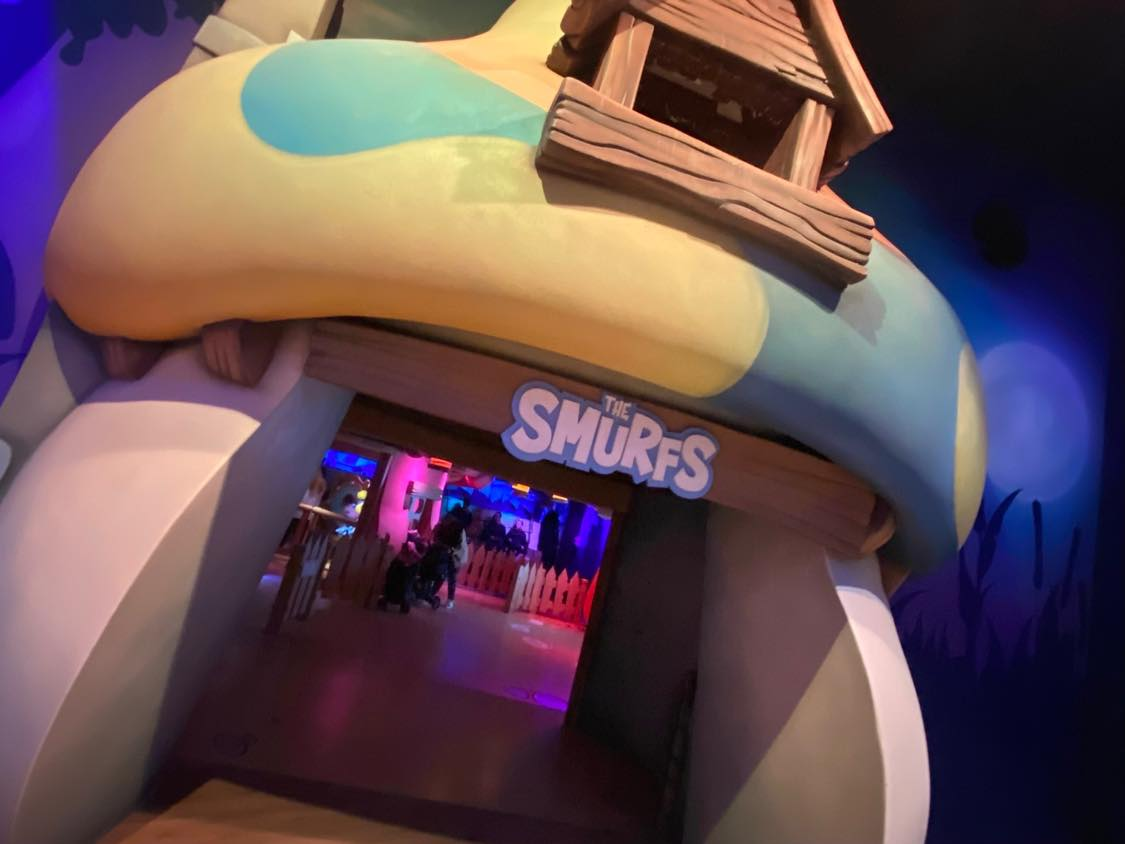
Smurfenavontuur à Plopsa Station Antwerpen.

- Depuis 2017, une section Schtroumpf est proposée au public dans le parc en intérieur Plopsa Station Antwerpen situé dans la ville belge d'Anvers propose une section Schtroumpf. Le parcours scénique interactif d'Alterface Projects nommé Het Smurfenavontuur (l'aventure des Schtroumpfs) — initialement Het Magische Bos (le bois magique) — est la principale des attractions Schtroumpf[74],[75]. Le parc se nomme Comics Station de 2017 à 2019, année de sa fermeture. Studio 100 reprend le parc fin 2019[76],[77]. Rebaptisé Plopsa Station Antwerpen, le parc rouvre le 23 octobre 2021[78],[79].
- En 2014 et 2015, le parc belge Bobbejaanland bénéficie de la licence Schtroumpf. Ils ont droit à un emplacement permanent dans le parc[80],[81],[82]. En 2017, c'est au tour de Leolandia de bénéficier également de cette licence[83],[84].

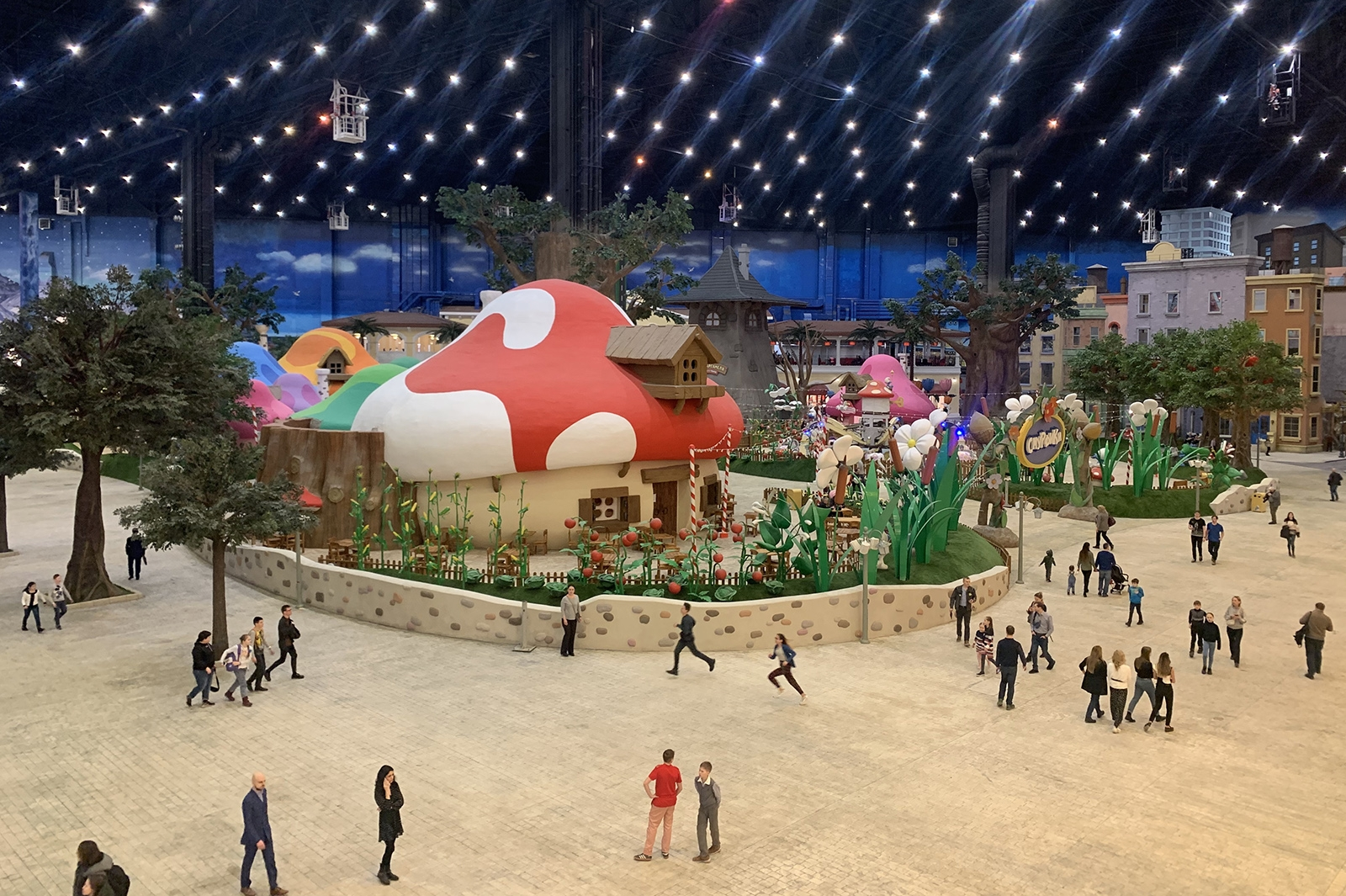
Smurfs Village à Dream Island.

En Asie, les adaptations sur le thème des Schtroumpfs sont plus récentes :
- À Motiongate Dubai, Smurfs Village se situe dans le parc ouvert le 16 décembre 2016. Cette section propose cinq attractions dont les têtes d'affiche sont Smurf Village Express, des montagnes russes junior de Gerstlauer, et le parcours scénique Smurfs Studio Tours doté de véhicules MysticMover du constructeur néerlandais ETF[86].
- À Movie Animation Park Studios en Malaisie entre 2017 et 2020, Blast Off Zone accueille quatre attractions et animations Schtroumpf[87],[88],[86].
- Officiellement ouvert le 29 février 2020[89], Dream Island à Moscou propose Smurfs Village, une reconstitution du village Schtroumpf[90],[86]. Ce dernier propose diverses attractions de SBF Visa Group : la grande roue junior Farmer Smurf's Windmill, les chaises volantes junior The Singing Carousel et Crazy Master’s Invention. Elles côtoient les Magic Bikes de Zamperla Flight with Storks et la tour de chute de SBF Visa Group et Lagotronics Projects (nl) Gargamel's Tower[91].
- À l'image de Big Bang Schtroumpf, Smurfs Theme Park — réalisé Shimao Group (eu) — est entièrement consacré aux schtroumpfs[92]. Ouvert le 29 mai 2020 dans le district chinois de Pudong[93], ce parc d'attractions couvert est réalisé en collaboration avec la société belge IMPS, propriétaire de la licence schtroumpfs[94]. KCC Entertainment Design est le concepteur du parc[95]. Il propose 29 attractions, dont un parcours scénique interactif de type GameChanger de Lagotronics Projects et un parcours de montagnes russes[96],[97]. En 2010 et 2011, un projet similaire est mis en place par une entreprise chinoise en collaboration avec IMPS pour être édifié à Chengdu[98]. Ce projet ne se concrétise pas alors.

### Produits alimentaires (bonbons et biscuits)
Les Schtroumpfs sont aussi des bonbons Haribo. Il existe quatre types de bonbons :
- Les Schtroumpfs : créés en 1981, ces bonbons gélifiés à l’arôme de framboise, en forme de Schtroumpf, Grand Schtroumpf et Schtroumpfette, sont vendus en sachets de 300 g, 120 g, 40 g et à la pièce. D'après l'emballage en juillet 2011, les colorants utilisés sont : carmins, bleu patenté V (interdit en Australie, aux États-Unis et en Norvège pour cause d'allergie), lutéine. Il est à noter que les éditions française et belge de la confiserie sont issues de deux recettes différentes.
- Les Chamallows Schtroumpf : depuis 2007, pour le marché belge, des petites guimauves représentant des Schtroumpfs bleus et blancs.
- Les Schtroumpfs pik, en 2011 à l'occasion de la sortie du film en 3D. Ils sont vendus en sachets de 275 g, 40 g et à la pièce. Il s'agit de confiseries gélifiées et acidulées bleues en forme de Schtroumpf, avec un goût de framboise.
- Les Biscuits Schtroumpfs sont des biscuits au chocolat fabriqués par Delacre. Ces produits sont vendus dans une boîte comprenant six sachets de deux biscuits de 125 grammes[99].
- En 2013, pour la promotion du film Les Schtroumpfs 2 au cinéma, les lutins bleus s'associent avec la marque Candy'Up, qui fête ses 40 ans, en proposant un jeu concours[100].

### Pastiches et parodies (édités en albums)
- Le Punkschtroumpf chez les Ésothérischtroumpfs, Al Voss, 1984
- Les Troumpfs, Roger Brunel, 1985
- Pastiche 5 / Le Pastiche des pastiches, Roger Brunel, 1989
- Les Schloumpfs, Closter et Arleston, 1990
- Pastiches 6 / L'Aller…, Roger Brunel, 1993
- Le Grand Schloumpf ou le Traumatisme du Nain de jardin, Dirick, 1999

### Autres parodies
- Dans l'épisode de South Park « Dances with Smurfs » (saison 13, épisode 13), Eric Cartman tourne une fiction dans laquelle il part vivre dans le village des Schtroumpfs.
- Dans les histoires du monde de Troy, truffées d'allusions culturelles, un des aliments favoris des trolls -avec l'humain- est le Sfroumptch, sorte de lézard arboricole d'un bleu caractéristique et aux formes arrondies, prétexte à de nombreux gags gore.
- Dans le film Donnie Darko, le personnage éponyme développe avec ses amis un certain nombre de théories à propos des Schtroumpfs. Ceux-ci avancent d'ailleurs plusieurs erreurs de raisonnement, qui seront corrigées par Donnie.
- En 2011, dans l'épisode 5 de la saison 1 de la série télévisée Mr. Sunshine ayant pour principal acteur Matthew Perry, intitulé « Les Schtroumpfs sur glace », les Schtroumpfs doivent faire une représentation sur glace dans le lieu de travail de Ben Donovan. À noter que le langage Schtroumpf est utilisé dans l'épisode.

## Expositions
L'univers des Schtroumpfs fait l'objet, en 2016, d'une exposition au sein de l'Abbaye de Caunes-Minervois, intitulée « L'Union fait la Schtroumpf - les Schtroumpfs au pays de la Salsepareille ». Elle présente en particulier des planches originales de Peyo.
En 2018, une exposition sur Les Schtroumpfs, intitulée La Schtroumpf Experience, se tient au Centre Wallonie-Bruxelles. Elle est un succès en termes de fréquentation, avec 240 000 visiteurs et est nommée « Meilleure Exposition 2018 » lors des Visit.Brussels Awards en 2019.

## Spectacles
Entre le 20 octobre 2016 et le 29 janvier 2017, il fut présenté un spectacle intitulé Les Schtroumpfs, Le Spectacle Musical aux Folies Bergère à Paris,,,

## Traductions
|  |  |  |
|  |  |  |

|                                                                    |  |  |
| Logos des Schtroumpfs en néerlandais, hongrois, thaï et ukrainien. |  |  |

Les Schtroumpfs ont été traduits en plus de 50 langues, dont
le néerlandais (De Smurfen), ainsi qu’en
afrikaans (Smurfies),
albanais (Pufët),
allemand (Schlümpfe),
anglais (Smurfs),
arabe (السنافر (Sanafer)),
asturien (Estrunfinos),
azéri (Şirinler),
basque (Pottokiak),
bolonais (Šblóff),
bosnien (Штрумпфови (Strumpfovi)),
breton (Schtroumpfed),
bulgare (Смърфовете (Smurfovete)),
catalan (Barrufets),
chinois (蓝精灵 (Lán jīnglíng)),
coréen (스머프 (Seumeopeu)),
croate (Štrumpfovi),
danois (Smølferne),
espagnol (Pitufos),
estonien (Smurfid),
finnois (Smurffit),
grec (Στρουμφάκια (Stroumfákia)),
hébreu (הדרדסים (Hdrdsym)),
hindi (स्मर्फ्स (Smarphs)),
hongrois (Hupikék törpikék),
indonésien (Smurf),
islandais (Strumparnir),
italien (Puffi),
japonais (スマーフ (Sumāfu)),
kazakh (Смурфтер (Smurfter)),
kirghize (Смурфики (Smurfiki)),
kurde (Şînok),
letton (Smurfi),
lituanien (Smurfai),
macédonien (Штрумпфови (Strumpfovi)),
monténégrin (Штрумпфови (Strumpfovi)),
norvégien (Smurfene),
persan (اسمورف‌ها (Asmurf‌ha)),
polonais (Smerfy),
portugais (Smurfs),
roumain (Ștrumfii),
russe (Смурфики (Smurfiki)),
serbe (Штрумпфови (Strumpfovi)),
singhalais (නිල් කුරුමිට්ටෝ (Nil kurumitto)),
slovaque (Šmolkovia),
slovène (Smrkci),
suédois (Smurfarna),
tagalog (Smurf),
tamoul (ஸ்மர்ஃப்ஸ் (Smarhps)),
tchèque (Šmoulové),
thaï (สเมิร์ฟ (Smeirf)),
turc (Şirinler),
ukrainien (Смурфи (Smurfi)),
et vietnamien (Xì Trum).

## Influence et inspiration
- Le dessinateur Plantu a croqué Nicolas Sarkozy, au lendemain de son élection à la présidence de la République (6 mai 2007), sous les traits d'un Schtroumpf appelé « Schtroumpf Ier » (en référence au Schtroumpfissime).
- Dans son album Sarajevo-Tango publié en 1995, Hermann affuble les Casques Bleus de la FORPRONU d'un bonnet de schtroumpf. Cette image sera reprise dans le film No Man's Land en 2001, quand un soldat bosniaque s'écrie en voyant arriver un blindé des Casques Bleus : « Les Schtroumpfs ! C'est les Schtroumpfs ! »
- En informatique, une attaque par le réseau porte le nom de Smurf Attack. Il s'agit pour l'attaquant de lancer des milliards et des milliards de pings vers la machine ciblée pour la saturer et la mettre hors-service. Comme des milliards de petits Schtroumpfs déferlant via le réseau. Cette attaque est entre autres utilisée pour provoquer des pannes de fonctionnement sur les serveurs et provoquer des Dénis de Service (DOS pour Denial Of Service en anglais).
- Le terme « Schtroumpfage » désigne une méthode de blanchiment d'argent.
- En 2005, l'UNICEF-Belgique a fait une campagne sur les enfants victimes des guerres (« Laissez les enfants vivre en paix »), en utilisant notamment un film où le village des Schtroumpfs est bombardé[108]. Le spot fut diffusé uniquement en soirée, afin d'éviter de choquer directement les enfants[108]. Le film, dont l'UNICEF ne possède pas les droits[108], eut des critiques négatives de la blogosphère américaine conservatrice, une partie de celle-ci considérant les Schtroumpfs comme des hippies ou des communistes[109]. L'UNICEF-Belgique récidive en faisant passer un spot précédant le film Les Schtroumpfs (sorti en 2011), afin de sensibiliser le public, jeune et adulte, aux droits de l'enfant[110].
- Les Guignols de l'info, en 2012, parodient la langue schtroumpf avec la marionnette de Zlatan Ibrahimović. Celui-ci est en effet considéré comme étant profondément narcissique, ce qui l'amène à remplacer certains mots par son prénom « Zlatan ».
- La compagnie aérienne belge Brussels Airlines a baptisé en 2018 son Airbus A320-200 immatriculé OO-SND du nom Aerosmurf, et l'a fait peindre aux couleurs des Schtroumpfs[111].
- Plusieurs villes organisent des rassemblements de personnes déguisées en Schtroumpfs afin d'établir un record. Le record mondial officiel est détenu par la ville allemande de Lauchringen qui a réuni 2762 Schtroumpfs en février 2019. La ville française de Landerneau aurait pu battre ce record en 2020 avec 3549 Schtroumpfs réunis en plein confinement, mais le record n'avait pas été homologué par le Guinness des records[112],[113].
- Dans le domaine des jeux en ligne, un compte smurf est un compte secondaire créé par un joueur expérimenté pour jouer contre des joueurs débutants, afin de gagner facilement, le jeu considérant le compte comme celui d'un débutant.

## Ventes
Les Schtroumpfs, en 2013, représentent 25 millions d'albums, 300 millions de figurines, 40 millions de disques et CD et 8 millions de DVD vendus dans le monde entier. En 2011, une planche originale des Schtroumpfs Noirs, dessinée par Peyo, s'est vendue à 68 000 euros, ce qui établit un nouveau record.
Au cinéma, il atteint plus de 560 millions de dollars de recettes pour le 1er film Les Schtroumpfs, mélangeant animation et prises de vues réelles, en 2011. En 2013, Les Schtroumpfs 2 totalise 347,5 millions de dollars récoltés dans le monde. Quant à la 3e adaptation cinématographique Les Schtroumpfs et le Village perdu parue en 2017, elle récolte 197,2 millions de dollars de recettes au niveau mondial.
Véronique Culliford, la fille de Peyo, « reconnaît que le film a permis de conquérir, sur le marché américain, les jeunes générations et ailleurs de nouveaux territoires, comme la Russie, l'Inde, ou la Chine ».
Pour ce qui est des ventes de BD, on remarque une baisse du tirage en France à partir de 2015,.
En 2018, le nombre d'albums vendus atteint les 35 millions. En 2023, il s'élève à 50 millions.
| Tome   | Titre                                  | Date de sortie             | Top 15 BD hebdo            | Top 20 livres hebdo | Ventes           | Tirage pré-sortie | Références       |
| ------ | -------------------------------------- | -------------------------- | -------------------------- | ------------------- | ---------------- | ----------------- | ---------------- |
| 33     | Schtroumpf le héros                    | 13 mars 2015               | 2                          | —                   |                  | 105 000           | ,                |
| 34     | Les Schtroumpfs et le Demi-génie       | 1er avril 2016             | 4                          | —                   |                  | 105 000           | ,                |
| 35     | Les Schtroumpfs et les Haricots mauves | 18 août 2017               | 1                          | —                   |                  | 100 000           | ,                |
| 36     | Les Schtroumpfs et le dragon du lac    | 2 mars 2018                | 2                          | —                   |                  | 100 000           | ,                |
| Totaux | 1 tome numéro un du top BD             | 1 tome numéro un du top BD | 1 tome numéro un du top BD | Tirage : 410 000    | Tirage : 410 000 | Tirage : 410 000  | Tirage : 410 000 |

## Honneur
Depuis le 5 février 2024, l'astéroïde (12994) Pitufo est nommé en référence aux Schtroumpfs, « Pitufo » étant le nom en espagnol de ces personnages. À Porto Rico, pitufo est par ailleurs un terme d'affection.

#### Bases de données et dictionnaires
- (mul) Site officiel
- Ressources relatives à la musique :   - Discogs
  - Songkick
- Ressource relative à la bande dessinée :   - Comic Vine
- Ressource relative aux beaux-arts :   - British Museum
- Notices dans des dictionnaires ou encyclopédies généralistes :   - Den Store Danske Encyklopædi
  - Larousse
- Notices d'autorité :   - GND